# Junkers Ju 87
Junkers Ju 87 Stuka (z niem. Sturzkampfflugzeug) – niemiecki bombowiec nurkujący z okresu II wojny światowej. Zaprojektowana przez Hermanna Pohlmanna i oblatana 17 września 1935 maszyna swój chrzest bojowy przeszła w 1938 roku podczas wojny domowej w Hiszpanii. W niemieckiej propagandzie samolot stał się symbolem wielkości Luftwaffe.
Cechą charakterystyczną Ju 87 były skrzydła w konfiguracji spłaszczonej litery „W” i montowane w początkowym okresie wojny syreny akustyczne (tzw. trąby jerychońskie), uruchamiane podczas wprowadzania samolotu w lot nurkowy. Dźwięk syren wywoływał panikę na ziemi oraz działał destrukcyjnie na morale żołnierzy. Do bomb podczepianych do samolotu montowano kartonowe rurki, które wywoływały narastający w trakcie spadania świst. Projekt zakładał wiele innowacji, m.in. automat umożliwiający wyprowadzenie samolotu z lotu nurkowego w przypadku utraty przytomności przez pilota. Chociaż samolot był nowoczesny, miał też szereg wad – był słabo opancerzony, mało zwrotny i powolny.
Maszyna z sukcesami wykorzystywana była podczas ataku na Polskę, walk w Skandynawii, ofensywy na Francję, kampanii śródziemnomorskiej, bitwy o Kretę oraz operacji Barbarossa. Nie sprawdziła się natomiast podczas bitwy o Anglię.
Kiedy Luftwaffe straciło panowanie w powietrzu, Ju 87 bez eskorty myśliwców stawały się łatwym celem maszyn alianckich. Z powodu braku następcy samolot produkowany był do 1944 roku. Stuka używany był do ostatnich dni wojny, choć w większości został zastąpiony przez Focke-Wulf Fw 190 w wersji myśliwsko-bombowej. Przez osiem lat w okresie od 1936 do 1944 wyprodukowano około 6500 sztuk Ju 87 w różnych wersjach.

## Rozwój

### Wczesny projekt

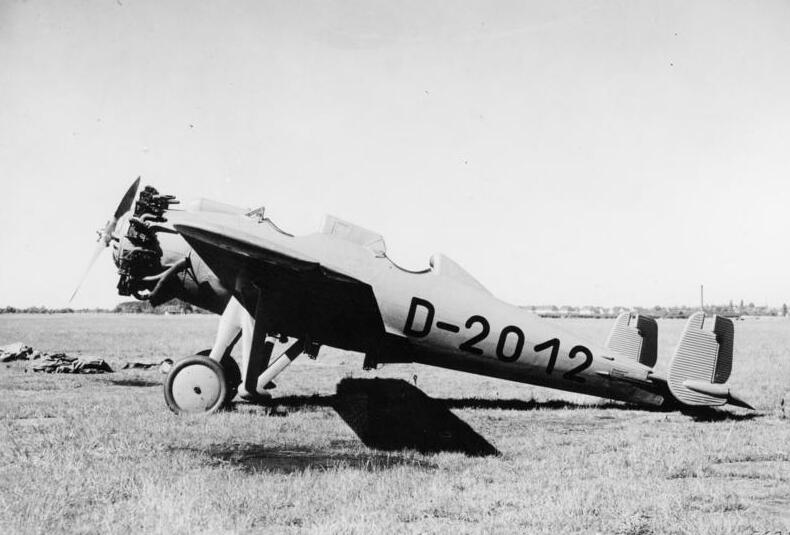
Junkers A 48

Główny projektant Ju 87, Hermann Pohlmann, był zdania, że każdy bombowiec nurkujący powinien być prosty i solidny. Filozofia ta doprowadziła do dużej prostoty samolotu, np.: stałe podwozie, co jest jedną z cech charakterystycznych maszyny. Pohlmann nawiązał współpracę z inżynierem Karlem Plauthem (Plauth zginął w wypadku lotniczym w październiku 1927) i tak powstał Ju A 48, który przeszedł pierwsze testy 29 września 1928. Wojskową wersją Junkersa A 48 został Ju K 47.

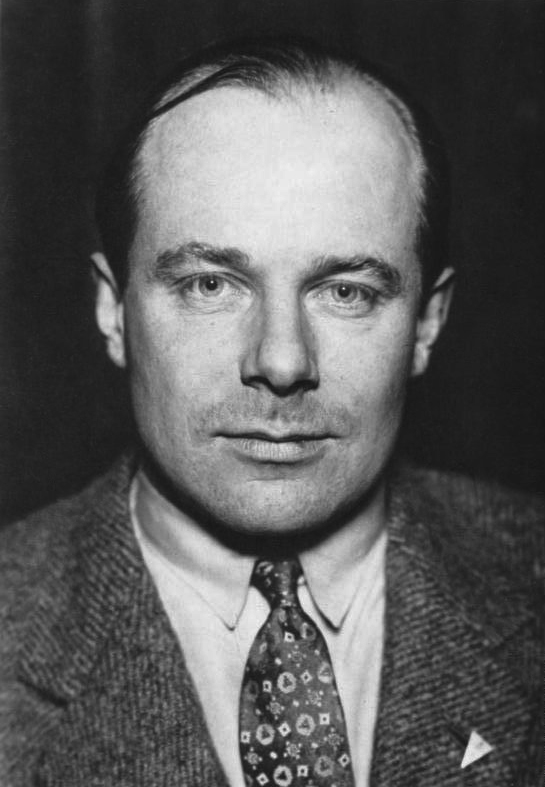
Ernst Udet; największy zwolennik bombowców nurkujących i Ju 87

Po dojściu Adolfa Hitlera do władzy, projekt dostał zielone światło. Pomimo początkowej konkurencji ze strony Henschela Hs 123, Reichsluftfahrtministerium (RLM – Ministerstwo Lotnictwa Rzeszy) – wybrało projekt Hermanna Pohlmanna z Junkersa i współprojektanta K 47 – Karla Plautha. Pierwszy oblot K 47 wykonano w 1932 roku. Maszyna miała podwójny statecznik pionowy, by dać tylnemu strzelcowi większe pole ostrzału. Główną i najbardziej charakterystyczną cechą wczesnego prototypu Ju 87 były „złamane” skrzydła. Po śmierci Plautha, Pohlmann kontynuował rozwój bombowca nurkującego Junkersa. Ju A 48 z oznaczeniem D-ITOR, otrzymał silnik BMW 132 o mocy 450 kW (600 KM). Samolot został także wyposażony w hamulce nurkowe. Maszyna otrzymała dobre oceny i pochwalona za „bardzo dobre własności pilotażowe”.
Ernestowi Udetowi bardzo spodobał się projekt bombowca nurkującego po pilotażu Curtiss Hawka II. Zaprosił on więc Waltera Wevera i Roberta Rittera von Greima na pokaz zdolności bombowca nurkującego w maju 1934 w pobliżu Jüterboga. Udet rozpoczął lot nurkowy z wysokości 1000 metrów i zrzucił dwie kilogramowe bomby z wysokości 100 metrów, mało co się nie rozbijając. Szef Biura Dowództwa Obrony Powietrznej – Walter Wever i sekretarz stanu ds. lotnictwa – Erhard Milch, obawiali się, że „przeciętni piloci” Luftwaffe nie poradzą sobie z opanowaniem nurkującego samolotu. Niemniej jednak Junkers kontynuował rozwój. Udet chciał przekwalifikować pilotów średnich bombowców, by nabyli umiejętności niezbędne podczas lotu nurkowego.

### Początki Ju 87

Jeden z 10 zakupionych przez Junkersa brytyjskich silników Rolls-Royce Kestrel IIS, eksponowany w MLP w Krakowie

Projekt Ju 87 ruszył w 1933 roku jako część Sturzbomber-Programm. Ju 87 wyposażony był w brytyjski silnik Rolls-Royce Kestrel V12 chłodzony cieczą oraz drewniane śmigło ze stałym skokiem. 19 kwietnia 1934 Junkers zamówił dziesięć jednostek napędowych za kwotę 25 514 funtów, dwóch szylingów i sześciu pensów. Pierwszy prototyp Ju 87 został zmontowany w szwedzkiej fabryce AB Flygindustri, potajemnie przewieziony do Niemiec pod koniec 1934 roku i udoskonalany do października 1935. Pierwszy prawie kompletny Ju 87 V1 W.Nr 4921 (bez mało istotnych części) został oblatany 17 września 1935. Pierwotnie samolot nie miał żadnych oznaczeń, jednak później otrzymał znaki D-UBYR. Pionier badań bombowców nurkujących – kapitan Wilhelm Neuenhofen – zauważył tylko problem z przegrzewającą się jednostką napędową, co spowodowane było małą chłodnicą.
Ju 87 V1, wyposażony w silnik Rolls-Royce Kestrel i podwójne usterzenie pionowe rozbił się 24 stycznia 1936 w Kleutsch niedaleko Drezna zabijając pilota Willy’ego Neuenhofena i mechanika Heinricha Krefta. Podwójne stateczniki nie wytrzymały dużych przeciążeń i prawy statecznik oderwał się podczas lotu nurkowego. Katastrofa samolotu była bodźcem do zmiany projektu ogona na pojedynczy statecznik. By wzmocnić konstrukcję na przeciążenia podczas nurkowania, do kadłuba zamontowane zostały dodatkowe wzmocnienia i owiewki. Dokonano także nieznacznych modyfikacji skrzydła. Pomysłem zaczerpniętym z projektu A 48, były hamulce aerodynamiczne montowane pod kadłubem, pomagające wyprowadzić maszynę z pikowania.

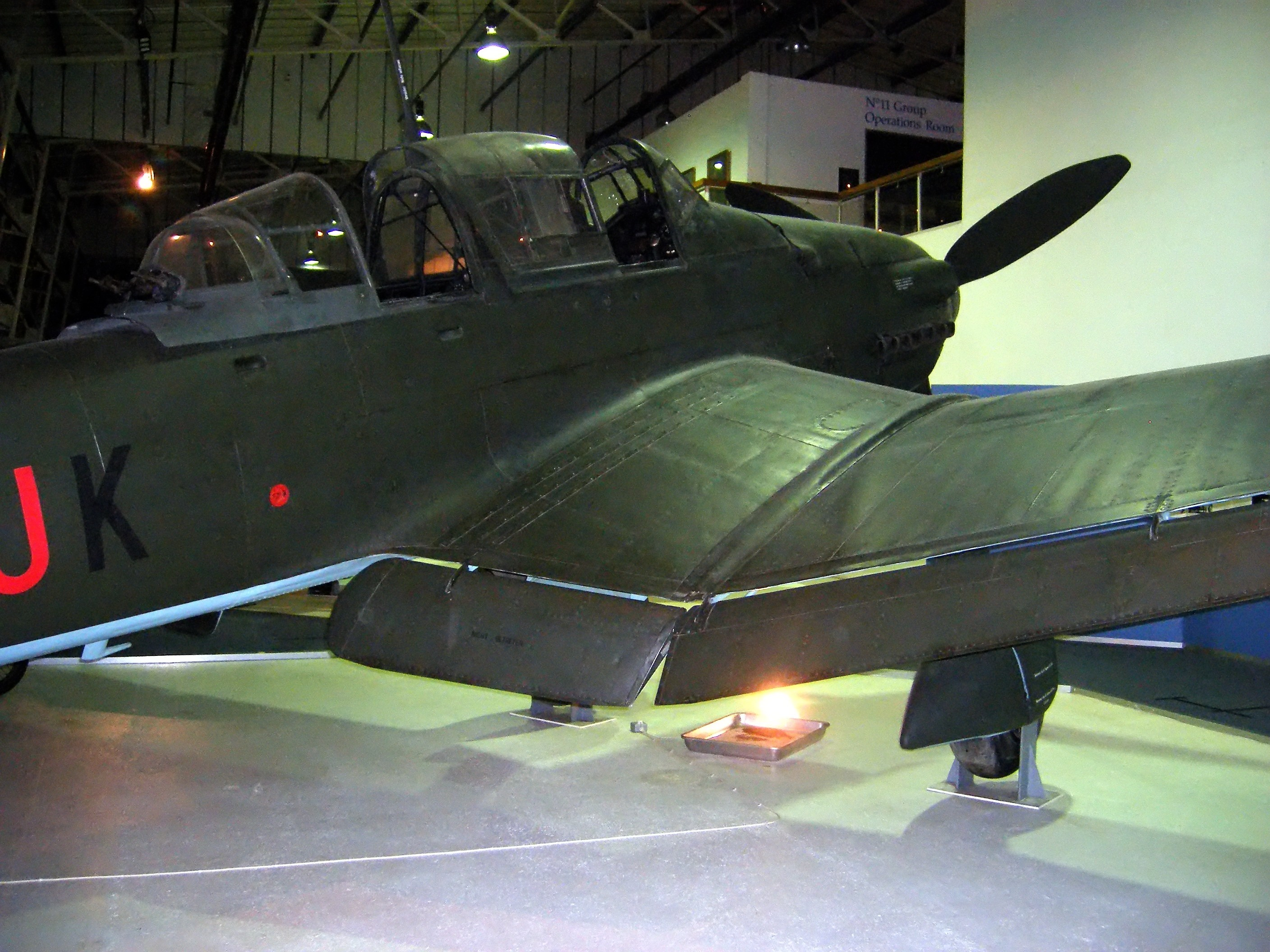
Widoczne na zdjęciu charakterystyczne „złamane” skrzydła Stuki

RLM było niezadowolone z tego, że w Ju 87 montowano brytyjskie silniki. Pod koniec 1935 roku, Junkers zaproponował instalację rodzimego silnika rzędowego Daimler-Benz DB 600, jednak wersja końcowa została wyposażona w silnik Jumo 210. RLM zaakceptowało to rozwiązanie, ale tylko jako tymczasowe. Poprawki projektu rozpoczęto 1 stycznia 1936. Z powodu śmierci głównego pilota Junkersa – Neuenhofena, testy prototypu zostały przełożone o około 2 miesiące do czasu znalezienia odpowiedniego pilota.
Drugi prototyp z rejestracją D-UHUH również dręczyły różne problemy. Usunięto podwójny statecznik, kosztem stabilności. Słaby silnik DB 600 zamieniono na BMW Hornet. Wszystkie te poprawki opóźniały testy zaplanowane na 25 lutego 1936. W marcu 1936, drugi prototyp nazwany V2, otrzymał jednostkę Jumo 210Aa, która rok później została zastąpiona mocniejszą Jumo 210G (W.Nr. 19310). Dopiero trzecia prototypowa maszyna, V3 o numerze rejestracyjnym D-UKYQ otrzymała płytowe hamulce aerodynamiczne pozwalające zmniejszyć prędkość nurkowania samolotu. Obniżono również silnik polepszając w ten sposób widoczność z kabiny. Pomimo że testy wypadły dobrze i kapitan Hesselbach chwalił jego osiągi, Wolfram von Richthofen powiedział inżynierowi Junkersa – Ernstowi Zindlowi, że Ju 87 ma małe szanse by stać się głównym bombowcem nurkującym Luftwaffe, ponieważ ma słabą jednostkę napędową. 9 czerwca 1936 RLM rozkazał przerwać rozwój Stuki na korzyść projektu Ernsta Heinkla – He 118. Następnego dnia Ernst Udet odwołał rozkaz i nakazał wznowienie projektu Ju 87.
27 lipca 1936 Udet osobiście testował prototyp He 118 V1 z rejestracją D-UKYM. Szef pilotów Heinkla – Gerhard Nitschke zwrócił Udetowi uwagę na zmienienie skoku śmigła przed nurkowaniem. Udet zignorował tę uwagę i podczas przeciążeń w czasie nurkowania nastąpiły wibracje silnika, odpadło śmigło i samolot rozpadł się w powietrzu. Natychmiast po tym wydarzeniu, Udet oznajmił, że Stuka wygrał konkurs na bombowiec nurkujący dla Sił Powietrznych III Rzeszy.

### Udoskonalanie projektu
Pomimo zwycięstwa nad projektem He 118, koncept Ju 87 miał sporo braków, co często krytykował von Richthofen. Testy prototypu V4 z powiększoną powierzchnią usterzenia pionowego na początku 1936 roku ujawniły kilka braków samolotu. Stuka mogła startować z 250 metrowego pasa startowego, wznieść się na wysokość 1875 metrów z ładunkiem 250 kilogramów bomb w osiem minut, a prędkość przelotowa wynosiła 250 km/h. Widząc te wyniki Richthofen forsował zastosowanie mocniejszego silnika.
Według opinii pilotów, starszy Heinkel He 50 miał większą prędkość przelotową i szybkość wznoszenia, pozwalającą uniknąć ostrzału dział przeciwlotniczych. Richthofen stwierdził, że prędkość maksymalna bombowca nurkującego nie powinna być niższa niż 350 km/h. Piloci narzekali także na wymieszanie wskaźników silnika i lotu oraz ich nieczytelność, szczególnie podczas walki. Pomimo to, projekt chwalono za zdolności manewrowe i solidną konstrukcję.
Problemy z prędkością miały zostać rozwiązane przez montaż silnika DB 600, jednak zmiany konstrukcyjne zmuszały do użycia rzędowego silnika Jumo 210 Ca. Testy samolotu rozpoczęto 14 sierpnia 1936. Kolejne poprawki i zwiększenie prędkości do 280 km/h przy ziemi i 290 km/h na 1250 metrach nadal nie spełniały oczekiwań Richthofena.

## Prototyp

### Pierwszy prototyp (baza dla serii B)
Ju 87 był jednosilnikowym dolnopłatem wykonanym całkowicie z metalu. Miał stałe podwozie, a załogę stanowiły 2 osoby (pilot i tylny strzelec). Głównym materiałem konstrukcyjnym było duraluminium. Części, które musiały mieć mocną konstrukcję, jak np.: klapy wykonane były z elektronu, a śruby i inne części podatne na przeciążenia zrobione były ze stali.
Stuki miały wiele pokryw i klap, co ułatwiało naprawy i przeglądy samolotu. Projektanci unikali spawania części stosując gotowe odlewy i konstrukcję modułową. Duże części szkieletu mogły być szybko wymienione, co było wyjątkowo ważne na polu walki.
Budowa modułowa pozwalała na przewożenie samolotu ciężarówkami lub koleją. Oryginalna konstrukcja skrzydeł była pomysłem Junkersa. Specyficzny profil skrzydła dawał dużą siłę nośną i pozwalał na start i lądowanie na bardzo krótkim odcinku.
Zgodnie z Centrum Certyfikacji Samolotów, Ju 87 uzyskał wystarczające osiągi dla bombowca nurkującego dla Luftwaffe. Był w stanie nurkować z prędkością dochodzącą do 600 km/h, a jego prędkość maksymalna wynosiła 340 km/h przy ziemi. Masa startowa, z pełnym uzbrojeniem wynosiła około 4300 kg. Kłopoty przy bombardowaniu nurkowym zostały rozwiązane przez dodanie hamulców aerodynamicznych pod skrzydłami, co było pomocne w utrzymaniu stałej prędkości i namierzaniu celu. Pomagały one również zmniejszyć przeciążenia oraz wyprowadzić maszynę z lotu nurkowego.
Owalna, kratownicowa struktura kadłuba skrywała chłodzony cieczą, rzędowy silnik, montowany wzdłużnie. Kokpit oddzielony był od silnika ognioodporną przegrodą, aż do wysokości skrzydeł, gdzie znajdowały się zbiorniki na paliwo. Tył kokpitu zasłaniano płótnem. Rozsuwana, dwuczęściowa kabina wykonana była ze szkła akrylowego, połączonego stalową ramką.
Jednostka napędowa zamontowana była na głównej ramie, wspierana dwoma zastrzałami. Rama miała strukturę trójkątną, połączoną z kokpitem. Silnik przytwierdzony był do ramy za pomocą stalowych śrub. Przegroda ognioodporna wykonana z azbestu, przykrytego warstwą duraluminium, przymocowana była do głównej ramy. Układ wydechowy został tak skonstruowany, by żadne spaliny nie dostawały się do kokpitu. Jednostka napędowa chłodzona była 10 litrami wody umieszczonej w okrągłym, aluminiowym zbiorniku, znajdującym się między śmigłem a silnikiem. Dodatkowy – 20 litrowy zbiornik, który pełnił także rolę balastu, znajdował się pod silnikiem.
System paliwowy obejmował dwa zbiorniki paliwa znajdujące się w centralnej części skrzydła. Ich łączna pojemność wynosiła 500 litrów (2x250 l). Zbiorniki miały ustaloną rezerwę, która sygnalizowana była czerwoną lampką w kokpicie. Paliwo tłoczone było do silnika przez pompę paliwa. W przypadku jej uszkodzenia, paliwo można było pompować ręcznie pompką umieszczoną w kabinie pilota.
Najbardziej niezwykłą cechą było jednak skrzydło. Składało się one z wewnętrznej i dwóch zewnętrznych części. Zewnętrzne sekcje połączone były z wewnętrzną czterema sprzęgłami wychylnymi. Środkowa sekcja była wychylona w dół, natomiast zewnętrzne w górę, co dało charakterystyczne „złamane” skrzydła Ju 87. Kształt skrzydła zwiększył pole widzenia pilota i pozwolił konstruktorom na zastosowanie niższego podwozia. Centralna część płata wystawała po 1,5 m z każdej ze stron.
Uzbrojenie stanowiły dwa karabiny maszynowe MG 17 kalibru 7,92 mm zamontowane w skrzydłach. Spust znajdował się na drążku sterowym pilota. Tylny strzelec/operator radiostacji miał do dyspozycji karabin maszynowy MG 15 kalibru 7,92 mm do obrony tylnej półsfery.
Silnik i śmigło były sterowane automatycznie. Samolot posiadał też auto-trymer, który dociążał tył maszyny, by bezpiecznie wyjść z nurkowania. Na szybie kabiny namalowane były linie (60°, 75° i 80°) ułatwiające celowanie i ostrzał celów naziemnych w trakcie lotu nurkowego. Większe bomby mocowane były na odchylanych wieszakach, by nie uszkodziły śmigła podczas zrzutu z dużego kąta.

### Procedura nurkowania

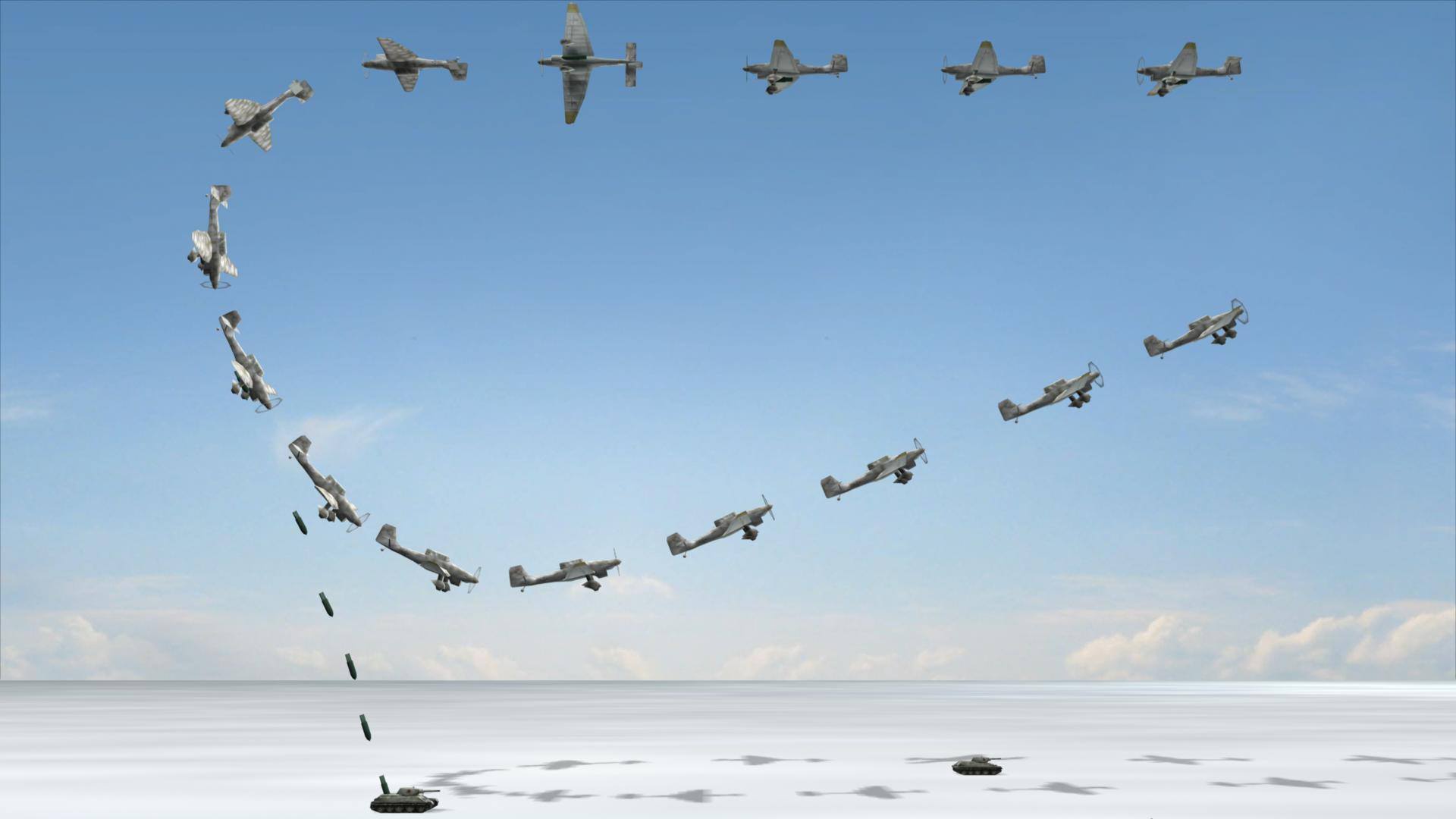
Schemat procedury nurkowania Ju 87

Lecąc na wysokości 4600 metrów pilot lokalizował cel przez okienko w podłodze. Następnie ustawiał maszynę w tryb nurkowania przez pociągnięcie do oporu dźwigni „Zrzut”' na kolumnie kontrolnej. Hamulce nurkowe i auto-trymer aktywowały się automatycznie. Następowały zmniejszenie obrotów silnika i zamknięcie klap chłodnicy. Stuka obracała się i ustawiała do lotu nurkowego. W przypadku zamroczenia pilota wskutek przeciążeń, automatycznie uruchamiany był system poziomowania samolotu. Stuka nurkowała pod kątem 60-90° z prędkością 500–600 km/h, co dawało znacznie większą celność w porównaniu z bombardowaniem horyzontalnym.
Kiedy samolot znajdował się około 450 metrów nad celem, w kokpicie zapalała się lampka sygnalizacyjna obok wysokościomierza, która dawała znak na zrzut bomb. Pilot wtedy zrzucał ładunek przez popchnięcie dźwigni na kolumnie kontrolnej, U-kształtny wysięgnik umieszczony pod kadłubem odsuwał bombę spod śmigła. Po zrzuceniu ładunku bombowego, pilot uruchamiał mechanizm automatycznego wyprowadzania maszyny z lotu nurkowego.
Gdy tylko nos znalazł się wyżej od horyzontu, hamulce nurkowe chowały się, obroty silnika rosły i maszyna mogła nabrać wysokości. Pilot odzyskiwał pełną sterowność i kontynuował lot. Klapy chłodnicy otwierały się, by zapobiec przegrzaniu się jednostki napędowej.
Siły jakie działały na załogę podczas wyprowadzania maszyny z nurkowania były duże. Człowiek przy przeciążeniu 5 g zaczyna mieć problemy z widzeniem. Piloci Ju 87 mówili, że „widzą gwiazdy”. Chwilowo tracili oni wzrok pozostając w pełnej świadomości. Przy dłuższym przeciążeniu człowiek zwykle traci przytomność. Największe siły działały na pilota i strzelca podczas wychodzenia z nurkowania.

### Test przeciążeń w Dessau
Obszerne testy odbywały się przy głównej fabryce Junkersa w Dessau. Odkryto, że pilot może znieść maksymalnie przeciążenie wielkości 8,5 g przez trzy sekundy podczas działania na samolot siły odśrodkowej. Poniżej 4 g nie występowały żadne problemy z widzeniem czy świadomością. Powyżej 6 g połowa lotników miała większe lub mniejsze problemy z widzeniem. Przy 7,5 g 40% pilotów nie widziało nic. Pomimo zamroczenia człowiek pozostawał świadomy swoich reakcji. Jakkolwiek, po trzech sekundach połowa badanych mdlała. Pilot mógł odzyskać świadomość po 2–3 sekundach, kiedy siły spadły poniżej 3 g. W skurczonej pozycji piloci mogli znieść 7,5 g do kilkunastu sekund. Junkers był zdania, że ⅔ lotników jest w stanie w tej pozycji wytrzymać 8, a nawet 9 g przez 3–5 sekund, co było dobrym wynikiem.
Podczas testów Ju 87 A-2 inżynierowie próbowali zmniejszyć oddziaływanie przeciążenia na człowieka. Odkryli oni, że bardzo ważne jest, by kabina była szczelna. Testy wykazały, że bez szczelnej kabiny i odpowiedniej odzieży, przeciążenie wielkości nawet 2 g może okazać się śmiertelne. Kiedy United States Army zajęła fabrykę Junkersa w Dessau, 21 kwietnia 1945, była pod wielkim wrażeniem testów medycznych lotników latających na Ju 87.

### Inne prototypy
Koncepcja bombowca nurkującego stała się trendem w Luftwaffe, co było bodźcem do produkcji innych prototypów maszyn tego typu. Późniejsze samoloty jak Junkers Ju 88 i Dornier Do 217 przystosowane były do bombardowania z lotu nurkowego. Nawet Heinkel He 177 – ciężki bombowiec strategiczny, miał w założeniach mieć zdolność nurkowania, jednak żądanie to nie mogło zostać zrealizowane z powodu znacznych rozmiarów maszyny.
Kiedy Stuka stał się łatwym celem dla myśliwców wroga, zaczęto myśleć nad jego następcą. Żaden z nowych projektów samolotu wsparcia lotniczego nie był rozwijany ze względu na kłopoty technologiczne, dlatego Luftwaffe zdecydowało, by zmodyfikować myśliwiec Focke-Wulf Fw 190 do wersji myśliwsko-bombowej. Nową wersją myśliwca – Fw 190 F, zaczęto zastępować Ju 87 podczas misji dziennych już w 1943 roku, a Stuki używane były jako nocne bombowce aż do ostatnich dni II wojny światowej.

## Wersje

### Ju 87 A (Anton)
Drugi prototyp przeprojektowano. Zastosowano pojedynczy statecznik pionowy i 610-konny (449 kW) silnik Junkers Jumo 210 A. Pierwszy wariant serii A – A-0 był konstrukcją całkowicie metalową. Wersja ta różniła się od prototypu V4 innym silnikiem (Jumo 210 A zastąpiono Jumo 210 Ca), prostą krawędzią natarcia skrzydeł, delikatnie zmodyfikowanym statecznikiem poziomym i poprawionym układem chłodzenia. Tylny strzelec otrzymał karabin maszynowy MG 15 kalibru 7,92 mm. Samoloty A-0 odbyły swoje pierwsze loty bojowe w jednostce I./StG 162 Immelmann
Ministerstwo Obrony Rzeszy początkowo zamówiło siedem egzemplarzy wersji A-0, z czasem zamówienie zwiększono o kolejne 4 sztuki. Na początku 1937 roku maszyny testowane były z różnym obciążeniem bombowym. Słaby silnik Jumo 210 A, za sprawą von Richthofena został szybko zastąpiony jednostką Jumo 210D.

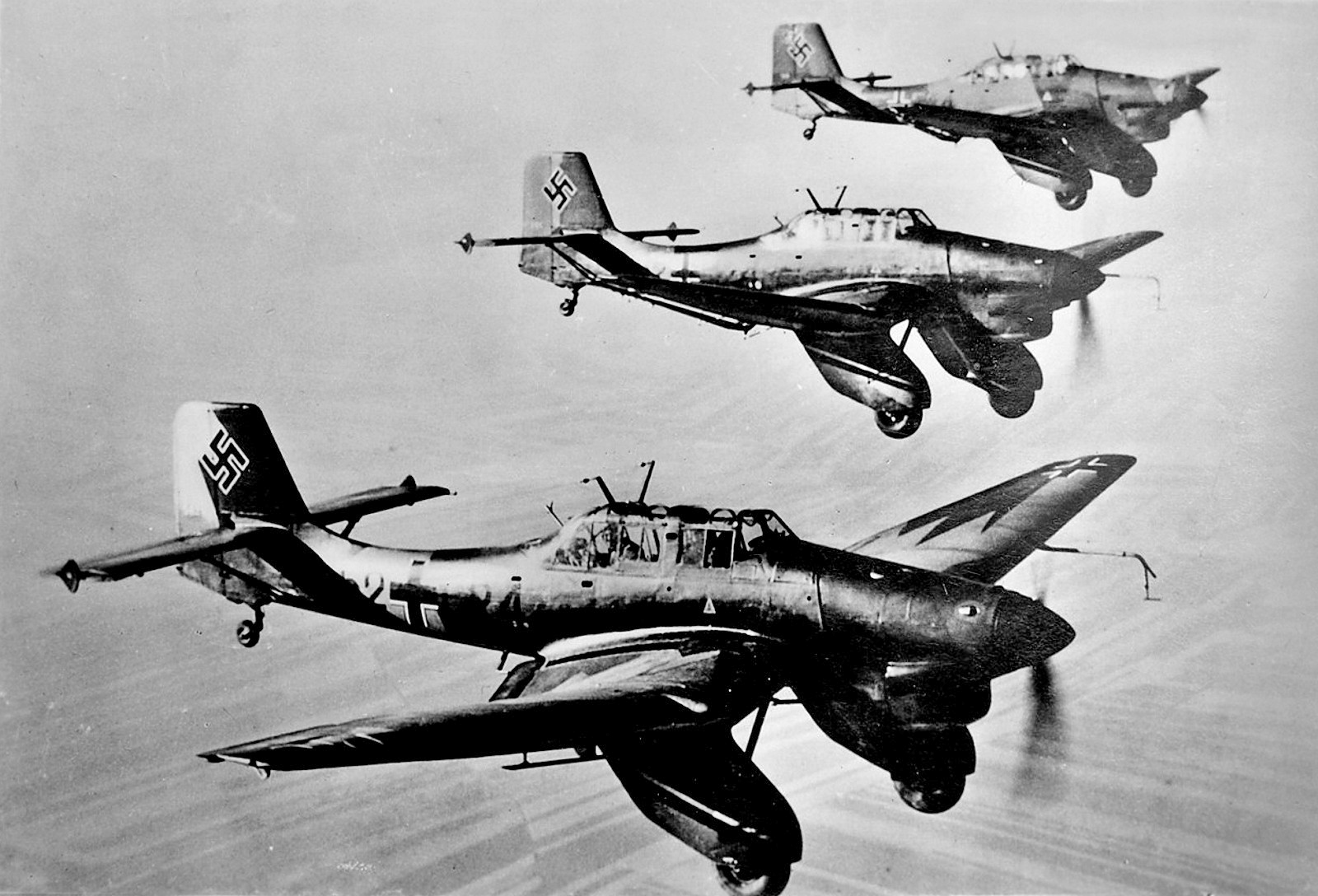
Trzy Junkersy Ju 87 A

A-1 tylko nieznacznie różnił się od A-0. Podobnie jak w wersji przedprodukcyjnej, silnikiem Stuki był Jumo 210D. W wariancie A-1 zastosowano dwa, niechronione przed ostrzałem, 220-litrowe zbiorniki paliwa umieszczone w wewnętrznym skrzydle. A-1 miał mieć 4 karabiny maszynowe MG 17 (po 2 w skrzydle), jednak zrezygnowano z nich z powodu dużej masy. Dwa, które pozostały, miały zapas 500 sztuk naboi kalibru 7,92 mm umieszczonych w osłonach kół głównego podwozia. Tylny strzelec miał do dyspozycji pojedynczy MG 15 z 14 magazynkami o łącznej pojemności 1050 sztuk amunicji (150 więcej niż wersja A-0) Nowsza wersja otrzymała także większe, 3,3-metrowe śmigło.
Ju 87 był w stanie unieść do 500 kg bomb przy jednoosobowej załodze. Było to spowodowane tym, że Jumo 210D nadal był zbyt słaby, by zabrać więcej niż 250-kilogramowy ładunek bomb przy dwóch osobach na pokładzie. Wszystkie wersje A nosiły maksymalnie ¼ tony bomb (podczas wojny domowej w Hiszpanii zabierały więcej, jednak bez tylnego strzelca). Wersja A otrzymała również specjalistyczne wyposażenie do przeprowadzania bombardowania z lotu nurkowego: celownik optyczny Stukavisier, system automatycznego wyprowadzania samolotu z lotu nurkowego Abfanggerät, zakrywane okno w podłodze kadłuba do obserwacji celu oraz odchylany wyrzutnik podkadłubowej bomby, wyrzucający ładunek poza krąg śmigła podczas bombardowania w locie nurkowym.
Wariant A-1 został dość szybko zastąpiony wersją A-2. W ostatniej wersji serii A zastosowano mocniejszą, 680-konną jednostkę Jumo 210Da z dwustopniową turbosprężarką oraz zmodyfikowanym systemem komunikacji wewnętrznej EiV. Do połowy 1938 roku wyprodukowano 262 Ju 87 A. 192 z nich powstało w fabryce Junkersa w Dessau, pozostałe 70 w nowym zakładzie Weser w Berlinie-Tempelhof. W tym czasie zaczęto wprowadzać nowszą, mocniejszą serię oznaczoną B.
Prototypy
- Ju 87 V1: W.Nr 4921 – oblatany 17 września 1935 r.
- Ju 87 V2: W.Nr 4922, oznaczenia D-IDQR – oblatany 25 lutego 1936 r. Oblatany ponownie 4 czerwca 1937 r. na oznaczeniach D-UHUH
- Ju 87 V3: W.Nr 4923 – oblatany 27 marca 1936
- Ju 87 V4: W.Nr 4924 – oblatany 20 czerwca 1936
- Ju 87 V5: W.Nr 4925 – oblatany 14 sierpnia 1936

Wersje produkowane
- Ju 87 A-0: Dziesięć przedprodukcyjnych maszyn, silnik Jumo 210 C o mocy 640 KM (471 kW)[37]
- Ju 87 A-1: Pierwsza wersja seryjna
- Ju 87 A-2: Wersja z ulepszonym silnikiem Jumo 210D o mocy 680 KM (500 kW)

### Ju 87 B (Bertha)
Seria B była pierwszą serią produkowaną masowo. Pierwsza wersja oznaczona B-0 została wyprodukowana w liczbie 6 sztuk na bazie szkieletu serii A. Testy pierwszych maszyn odbyły się latem 1938. Co najmniej trzy egzemplarze posłużyły jako baza dla serii C lub E, jako samoloty do działań na morzu. Większość prototypów serii B była zmodyfikowaną wersją A-1.

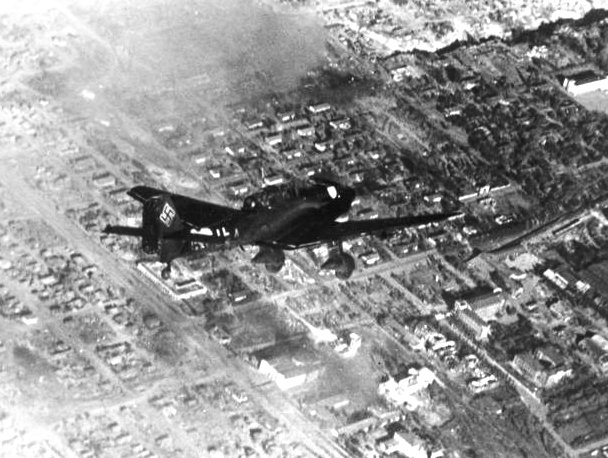
Junkers Ju 87 B podczas Bitwy o Stalingrad

Kolejną wersją był Ju 87 B-1 ze znacznie mocniejszym silnikiem Junkers Jumo 211A-1 generującym 1000 KM (736 kW) oraz przeprojektowanym kadłubem i podwoziem. B-1 testowany był podczas walk w Hiszpanii i po udowodnieniu skuteczności w walce rozpoczęto produkcję na poziomie 60 maszyn miesięcznie. W rezultacie wysokiej produkcji, w momencie wybuchu II wojny światowej Luftwaffe miało na stanie 336 Ju 87 B-1. W wersji B-1 montowane były syreny – tzw. Jericho Trompeten (trąby jerychońskie), napędzane małymi śmigiełkami poruszanymi pędem powietrza wytwarzanym podczas lotu nurkowego. Głośny ryk o przeraźliwej tonacji wywoływał w żołnierzach przerażenie i panikę. Dla zwiększenia strachu na bombach montowano specjalne gwizdki, które wydawały charakterystyczny świst. Syreny powodowały niewielki (20–25 km/h) spadek prędkości maksymalnej samolotu. Trąby jerychońskie były pomysłem generała Ernsta Udeta (niektóre źródła podają jednak, że był to pomysł samego Adolfa Hitlera).

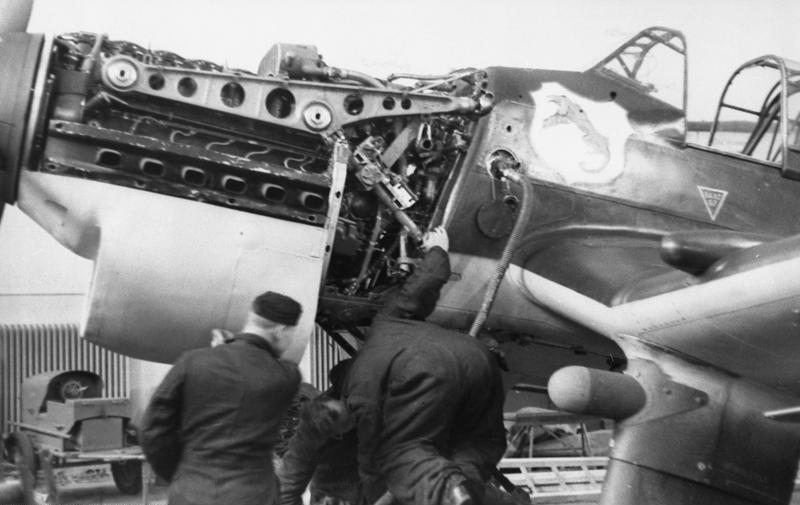
Silnik Jumo 211Da zamontowany w Ju 87 B

Ju 87 B-2 produkowany był w kilku wariantach, np. z płozami śnieżnymi zamiast kół, wersja B-2/Trop. do zadań w Afryce. Samoloty serii B modyfikowane były za pomocą tzw. Umrüst-Bausatze (fabrycznych zestawów modyfikacyjnych). Wersja tropikalna znana jako Ju 87 B-2/U1 wyposażona była w zapasy żywności i wody oraz filtry przeciwpyłowe. Ju 87 B-2 napędzany był jednostką Jumo 211Da o mocy 1200 KM, miał zmodyfikowany system chłodzenia, nowe, trójłopatowe, drewniane śmigło oraz ulepszony systemem nawigacji. Włoska Regia Aeronautica otrzymała kilkanaście sztuk B-2 i nazwała je Picchiatello. Stuki dostarczono również innym państwom Osi – Bułgarii, Rumunii i Węgrom.
Produkcja Ju 87 B ruszyła w 1937 roku. Do lipca 1937 roku 89 sztuk wersji B-1 zmontowano w fabryce Junkersa w Dessau, kolejne 40 w montowni Weserflug w Bremie. Do marca 1940 zakłady w Dessau wybudowały jedną trzecią z ogólnej liczby około 1630 Ju 87 serii B, resztę zmontowano w zakładach w Berlinie i Bremie.

#### Ju 87 R (Richard)
Wersja dalekiego zasięgu, oparta na Ju 87 B nazwana została R (od Reichweite – zasięg). Była ona używana głównie do operacji nad morzami i zwalczania statków. Pojemność wewnętrznego zbiornika o pojemności 480 litrów została rozszerzona przez dodanie dwóch odrzucanych zbiornikówo pojemności 300 litrów każdy, montowanych pod skrzydłami. Dzięki temu zasięg Ju 87 R wynosił aż 1450 kilometrów. Pod wpływem dużego obciążenia paliwem zredukowano ładunek bombowy do jednej 250-kilogramowej bomby.
Ju 87 R-1 posiadał ramę B-1 z dodatkowym zbiornikiem na olej.
Ju 87 R-2 miał taką samą ramę jak B-2, która została dodatkowo wzmocniona, by znieść lot nurkowy z prędkością ponad 600 km/h. Rzędowy motor Jumo 211Da zastąpił montowany w R-1 silnik Jumo 211 A. Z powodu zwiększenia masy o około 700 kg, R-2 był wolniejszy o 30 km/h od R-1. Ju 87 R-2 miał za to większy o 360 km zasięg w porównaniu do poprzednika. W wersji R-3 po raz pierwszy zainstalowano radiowe urządzenie identyfikacyjne FuG 25. Wersja R-2/Trop. przystosowana do działań w Afryce Północnej, posiadała specjalne filtry przeciwpyłowe i ulepszony system chłodzenia. Standardowym wyposażeniem były racje żywnościowe i woda umożliwiające załodze przeżycie na pustyni w przypadku przymusowego lądowania. Wersje R-3 i R-4 były ostatnimi, produkowanymi w niewielkich seriach, wersjami serii R. R-3 była holownikiem szybowców transportowych z radiostacją umożliwiającą łączność z szybowcem przez linkę holowniczą. R-4 był rozwinięciem R-2 z silnikiem Jumo 211 JDie Bewaffnung der Junkers Ju 87.
Fabryka Weserflug w Bremie wyprodukowała 471 Ju 87 R-2 i 145 Ju 87 R-4. 143 z 145 wytworzonych Ju 87 R-4 dostarczono dla Luftwaffe, pozostałe 2 rozbiły się podczas lotów testowych.
Morska wersja Ju 87 B, znana jako Ju 87 C, zaprojektowana została do operowania z lotniskowca „Graf Zeppelin” z możliwością składania skrzydeł i wykonywania ataków torpedami lotniczymi. Lotniskowiec nie został jednak nigdy ukończony i wszystkie Stuki serii C przebudowano z powrotem na wersję B.
Prototypy
- Ju 87 V6: W.Nr 0870027 – oblatany 14 czerwca 1937 (konwersja A-0 do B-0)
- Ju 87 V7: W.Nr 0870028 – prototyp Ju 87 B napędzany przez 1000-konny (735 kW) silnik Jumo 211A-1, oblatany 23 sierpnia 1937 (konwersja A-0 do B-0)
- Ju 87 V8: W.Nr 4926 – oblatany 11 listopada 1937
- Ju 87 V9: W.Nr 4927 – oblatany 16 lutego 1938 z oznaczeniami D-IELZ. Oblatany ponownie 16 września 1939, z rejestracją WL-IELZ
- Ju 87 V15: W.Nr 0870321 – oznaczenie D-IGDK, rozbił się w 1942
- Ju 87 V16: W.Nr 0870279 – oznaczenie GT+AX.
- Ju 87 V17 i Ju 87 V18 – nigdy nie zostały zbudowane[38]

### Ju 87 C (Cäsar)

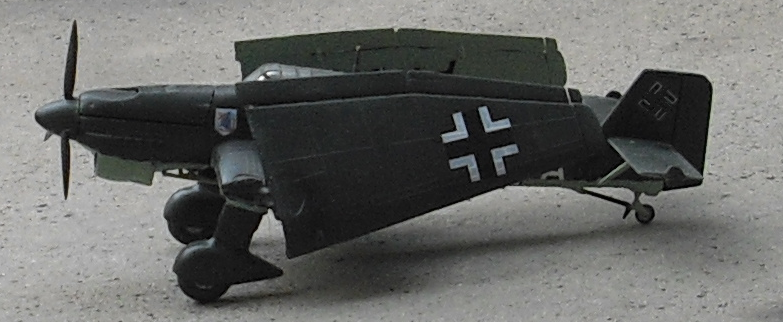
Model Ju 87 C

Ju 87 C miał zostać pokładowym samolotem torpedowo-bombowym dla Kriegsmarine. Pierwsze prace nad wersją C rozpoczęto pod koniec 1938 r., a prototyp zbudowano w styczniu 1939 r. Testy trwały od lutego do kwietnia 1939. Maszyny charakteryzowały się krótszymi skrzydłami oraz mechanizmami umożliwiającymi składanie ich do tyłu, a także zastosowaniem haka hamującego do aerofiniszerów i zaczepu do katapulty. Prototypy bazowały na płatowcu Ju 87 B-0 z silnikiem Jumo 211A-1. Z powodu opóźnień, V10 nie został ukończony do marca 1939. Pierwszy lot odbył 17 marca jako Ju 87 C-1. 12 maja również V11 wzbił się w powietrze po raz pierwszy. 15 listopada przeprowadzono testy, które potwierdziły krótką drogę dobiegu (20-35 metrów). Seria C posiadała także niewielkie ładunki wybuchowe przy goleniach, które umożliwiały odstrzelenie podwozia przy awaryjnym lądowaniu na wodzie, co zapobiegało kapotażowi maszyny.
8 września 1939 Ju 87 V11 oznaczono jako C-0. Poprawiono szczelność kabiny i usprawniono mechanizm składania skrzydeł. Wersja pokładowa produkowana była w zakładach Weserflug w Bremie.
Na specjalnym wyposażeniu Ju 87 C był dwuosobowy ponton wraz z zestawem flar i zapasem amunicji. Mechanizm szybkiego zrzutu paliwa z dwóch 700-litrowych zbiorników w skrzydłach oraz kolejnych dwóch 500-litrowych w kadłubie, pozwalał na utrzymanie się samolotu na spokojnym morzu nawet do 3 dni.
Z zamówionych 170 Ju 87 C-1 powstało zaledwie kilka, które przekazane zostały do ośrodka testowego w Rechlinie. Pozostałe, po części gotowe płatowce ukończono jako B-2. Masa startowa Ju 87 C wynosiła 4510 kg, a prędkość przy starcie to zaledwie 133 km/h. Morska wersja mogła startować z katapulty z łącznym ładunkiem 700 kg bomb (1x500 kg i 4x50 kg) podwieszonych pod kadłubem. C-1 posiadał dwa karabiny maszynowe MG 17 montowane w skrzydłach oraz MG 15 do celów obronnych obsługiwany przez strzelca. 18 maja 1940 produkcji C-1 zaniechano, przenosząc siły do produkcji wersji R-1.
Prototypy
- Ju 87 V10: W.Nr 4928, oznaczenia D-IHFH (zmienione na TK+HD) – oblatany 17 marca 1939
- Ju 87 V11: W.Nr 4929, oznaczenia TV+OV – oblatany 12 maja 1939

### Ju 87 D (Dora)
Wbrew dobrej opinii, Stuki były bardzo słabo opancerzone i podatne na ataki, co było bardzo widoczne w czasie bitwy o Anglię, gdzie Luftwaffe straciło połowę stanu swoich samolotów. Jednak z powodu braku następcy, kontynuowano produkcję Ju 87, w rezultacie czego powstała seria D. W czerwcu 1941 r., RLM zamówiło pięć prototypów V21-V25. Ju 87 D-1 miał być wyposażony w silnik Daimler-Benz DB 603, jednak znacznie ustępował on osiągom Jumo 211 i po serii testów projekt zarzucono. Stuka serii D otrzymała lepszy system chłodzenia wody i oleju, bardziej aerodynamiczny kadłub oraz większą, lepiej rozplanowaną kabinę. Dodatkowo zwiększono siłę obronną maszyny przez zastosowanie szybkostrzelnego karabinu maszynowego MG 81Z kalibru 7,92 mm. Wzrosła również moc silnika – montowane jednostki Jumo 211 J-1 lub Jumo 211 P dostarczały odpowiednio 1420 KM (1044 kW) lub 1500 KM (1104 kW).

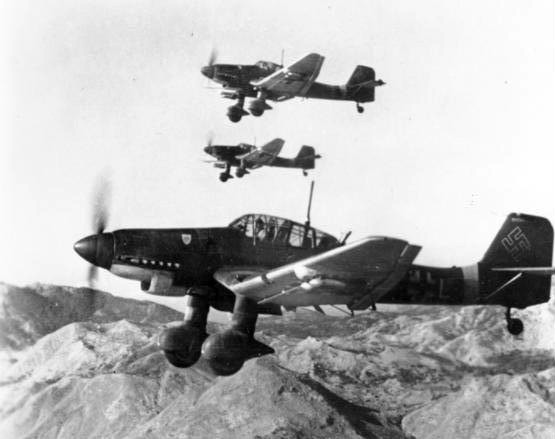
Klucz Ju 87 D podczas lotu bojowego, październik/listopad 1943

Zbiorniki paliwa Ju 87 D uległy zwiększeniu do pojemności 1370 l. Testy w Rechlinie określiły średnią długość lotu na poziomie 2 godzin i 15 minut. Z dwoma dodatkowymi zbiornikami o pojemności 300 litrów, maszyna mogła latać przez 4 godziny. Produkcja wersji D-1 rozpoczęła się w 1941 roku, kiedy taśmę montażową opuściło 495 Stuk tej wersji. Dostawy dla Luftwaffe trwały od maja 1941 do marca 1942. RLM żądało 832 sztuk do lutego 1942 roku. Wytwórnia Weserflug miała rozpocząć produkcję na poziomie 40 sztuk miesięcznie w lipcu 1941, stopniowo zwiększając ją do 90 sztuk wersji D-1. Podczas produkcji napotkano jednak na wiele problemów. Z 48 oczekiwanych w lipcu 1941 roku egzemplarzy dostarczono zaledwie jeden. W sierpniu do Luftwaffe nie dotarł żaden z 25 oczekiwanych samolotów. Dopiero we wrześniu 1941 roku dostarczono 2 ze 102 Ju 87, kiedy to zakończono produkcję w Bremie. Montaż przeniesiono do Berlina. 165 zamówionych Ju 87 nie dostarczono, a produkcja wynosiła 23 sztuki miesięcznie przy oczekiwanych 40. Od wiosny 1942 do końca produkcji w 1944 roku z taśm montażowych zeszło 3300 maszyn, głównie w wersjach D-1, D-2 i D-5. Seria D używana była na froncie wschodnim oraz w środkowo-wschodniej części Azji. Możliwość przenoszenia bomb została zwiększona z 500 kg w serii B do 1800 kg w serii D (z małą ilością paliwa, na krótkich dystansach). Typowy ładunek bombowy wahał się od 500 do 1200 kg.
Wersja D-2 stworzona na bazie starszych płatowców innych serii, używana była jako holownik szybowców. W założeniach D-2 miało być wersją tropikalną D-1. Zastosowano w niej cięższe opancerzenie chroniące załogę przed ostrzałem z dział przeciwlotniczych. Opancerzenie zredukowało osiągi D-2 i Naczelne Dowództwo Luftwaffe postanowiło przerwać produkcję, argumentując to „brakiem szczególnych korzyści z produkcji D-2”.
Wersja D-3 różniła się od D-1 grubszym opancerzeniem. D-3 oparto na płatowcu D-2 i wyposażono w jednostkę napędową Jumo 211J. Część Ju 87 D przygotowano do działań nocnych (oznaczenie D-3 N) lub do walk w Afryce D-3/Trop. D-4 zaprojektowano jako samolot torpedowo-bombowy, który mógł przenosić 750–905 kg bomb lub torped. Wersja D-4 miała być (podobnie jak Ju 87 C) używana na lotniskowcu „Graf Zeppelin”. Inne modyfikacje zawierały Flammenvernichter (tłumik płomieni) oraz niemontowane w pierwszych wersjach serii, dwa 20-milimetrowe działka MG 151/20. Zwiększono również zapas amunicji dla tylnego strzelca z 1000 do 2000 naboi.
Ju 87 D-5 bazował na wersji D-3. Wariant D-5 różnił się od wszystkich poprzednich wersji dłuższymi o 0,6 m skrzydłami. Zastosowano także nowy rzędowy silnik Jumo 211P z turbodoładowaniem. Od sierpnia 1943 roku montowano nowy motor – Jumo 211J-1, który zwiększył prędkość wznoszenia do 15 m/s. Po wprowadzeniu do Ju 87 D-5 jednostki Jumo 213, która dawała większą moc i prędkość wznoszenia, zrezygnowano z dłuższych skrzydeł. Wariant D-5 przyniósł także wzmocnienie okienka w podłodze oraz zwiększenie liczby lotek do czterech. Zasięg samolotu wynosił 835 km na wysokości 5000 metrów.
Pojemność zbiorników paliwa wynosiła 780 litrów, z czego 480 znajdowało się w dwóch zbiornikach w centropłacie, pozostałe w dwóch 150-litrowych znajdujących się w skrzydłach. Możliwa była też instalacja dwóch odrzucanych, 300-litrowych zbiorników pod skrzydłami, co zwiększało zasięg maszyny o 75%. Wariant D-5 podobnie jak niektóre maszyny serii D-3 wyposażony był w dwa działka MG 151/20, montowane w skrzydłach z zapasem 180 pocisków na działko. Tylny strzelec miał do dyspozycji podwójny karabin maszynowy MG 81Z z zapasem od 1400 do 2000 naboi.
D-6 zgodnie z założeniem miał być uproszczoną wersją D-5, jednak przemianowano go na maszynę do szkolenia pilotów. Nie był produkowany seryjnie ze względu na braki materiałów i możliwości produkcyjnych. Prace nad projektem przerwano w połowie 1943 roku.
Wersja D-7 bazowała na modelu D-3 i została przebudowana na nocny samolot szturmowy (zmiany to m.in. inne przyrządy nawigacyjne i lepsze opancerzenie). D-8 miał wyposażenie podobne do D-7, ale jako bazy użyto konstrukcji D-5.
Ju 87 E i F nie doczekały się nawet prototypów. Wersja E miała być samolotem torpedowym dla „Grafa Zeppelina” na bazie D-1 z wyposażeniem serii C. Wariant F w założeniach projektantów miał być sukcesorem serii D, jednak mimo zmian konstrukcyjnych osiągi nie uległy poprawie i projekt zarzucono. Kolejnym wariantem pochodnym D był samolot szkolny, czyli wersja H. W miejscu tylnego strzelca zamontowano drugi zestaw sterowy dla ucznia, przejęty z samolotu szkolno-treningowego Arado Ar 96.
Na przełomie roku 1942/43 przebudowano Ju 87 D-1 W.Nr 2552, który wyposażono w działka BK 37 mm. Testy przeciwko statycznym celom przeprowadzone w Rechlinie dały dobre wyniki i tym samym samolot stał się prototypem G-1. Kolejne testy w okolicach Briańska prowadzone przez kapitana Hansa-Karla Steppa potwierdziły znaczny spadek prędkości (do 259 km/h) oraz pogorszenie zwrotności w porównaniu ze standardowymi maszynami serii D. Ju 87 D-1 i D-3 wyposażone w działka BK 37, uczestniczyły w walkach przeciwko pozycjom Armii Czerwonej w 1943 roku.
Prototypy
- Ju 87 V 21: W.Nr 0870536, oznaczenia D-INRF – konwersja z B-1 do D-1, oblatany 1 marca 1941
- Ju 87 V 22: W.Nr 0870540, oznaczenia SF+TY – konwersja z B-1 do D-1, oblatany 1 marca 1941
- Ju 87 V 23: W.Nr 0870542, oznaczenia PB+UB – konwersja z B-1 do D-1, oblatany 1 marca 1941
- Ju 87 V 24: W.Nr 0870544, oznaczenia BK+EE – konwersja z B-1 do D-1/D-4, oblatany 1 marca 1941
- Ju 87 V 25: W.Nr 0870530, oznaczenia BK+EF – konwersja z B-1 do D-4 Trop., oblatany 1 marca 1941
- Ju 87 V 30: W.Nr 2296 – jedyny znany prototyp Ju 87 D-5, oblatany 20 czerwca 1943
- Ju 87 V 26-28, Ju 87 V 31 oraz V 42-47 – wersje eksperymentalne[48].

### Ju 87 G (Gustav)

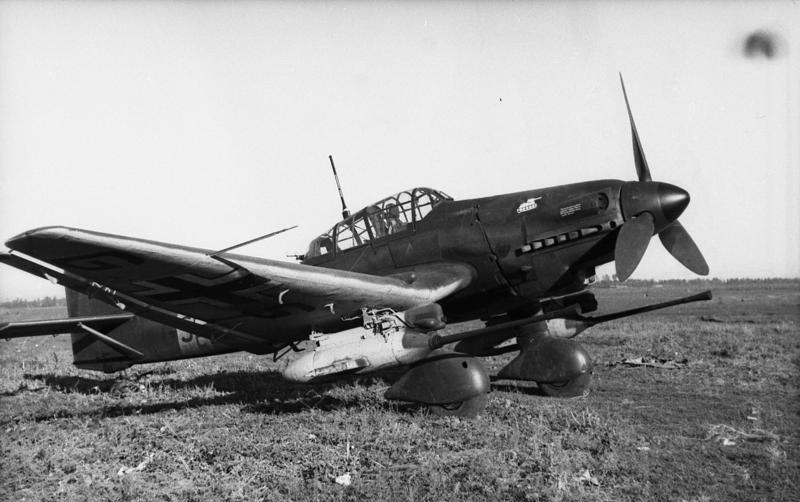
Ju 87 G-2 „Kanonenvogel” z dwoma działkami (BK 3,7) zainstalowanymi pod skrzydłami

Seria G, oparta w dużej mierze na D znalazła zastosowanie jako niszczyciel czołgów. Była to ostatnia produkowana na większą skalę seria Ju 87, używana na froncie wschodnim. Po utracie przez Wehrmacht przewagi nad Armią Czerwoną wyposażoną w dużą liczbę dobrze opancerzonych czołgów, Junkers postanowił przygotować Ju 87 do zwalczenia sił pancernych wroga. Henschel Hs 129B udowodnił duży potencjał samolotów w atakach na czołgi, lecz jego duże zbiorniki paliwa były podatne na ogień nieprzyjaciela. Ministerstwo Lotnictwa Rzeszy zażądało więc jak najszybszego przedstawienia następcy Hs 129. Pierwsze testy Ju 87 D z działkami przeciwpancernymi ruszyły w grudniu 1942 roku. Nową wersję nazwano Niszczyciel czołgów Gustav. Stuka G-1 bazowała na wariancie D-3, który znacznie odciążono, pozbawiono karabinów maszynowych oraz hamulców aerodynamicznych. G-2 oparty był na wariancie D-5 z dłuższymi skrzydłami. Obie wersje otrzymały podskrzydłowe działka Bordkanone BK 3,7, które były modernizacją działek przeciwlotniczych Flak 18 37 mm. Seria G wyposażona była w jednostkę napędową Jumo 211 J-1 i zapas paliwa na 600 kilometrów lotu. Odwzorowano także opancerzenie z radzieckiego samolotu szturmowego Ił-2, które chroniło załogę przed ogniem artylerii podczas ataku z niskiego pułapu.
Hans-Ulrich Rudel – najsłynniejszy i jedyny pilot Stuki odznaczony Krzyżem Rycerskim Krzyża Żelaznego ze Złotymi Liśćmi Dębu, Mieczami i Brylantami, był głównym pomysłodawcą montażu działek BK 3,7 po niezbyt zadowalających wynikach w niszczeniu czołgów z działek MG 151/20. Z powodu problemów z samolotem Ju 88P-1, który miał być wyposażony w działo BK 7,5 (75 mm), Ju 87 G wszedł do produkcji seryjnej. Pierwsze Stuki serii G trafiły do jednostek już w lutym 1943 roku.
Dwa 37-milimetrowe działka z zapasem po 12 pocisków przeciwpancernych w dwóch kasetach montowane były pod skrzydłami na zewnątrz od goleni kół. Maszyny serii G nazywano potocznie Kanonenvogel (ptak z armatami) lub Panzerknacker (zgniatacz czołgów). W rękach pilotów klasy Rudla, były bardzo efektywną bronią przeciwko radzieckim siłom pancernym. Do zakończenia produkcji Ju 87 w październiku 1944, z taśm w montowni w Bremie zjechały 174 z 208 zamówionych maszyn.
Do czasu bitwy na łuku kurskim wyprodukowano zaledwie kilka Stuk serii G. W dzień ofensywy tylko Hans-Ulrich Rudel latał na „oficjalnym” Ju 87 G. Kilkanaście maszyn serii D z działkami BK 3,7 używano jako „nieoficjalne” wersje G jeszcze przed bitwą. W czerwcu 1943 roku, RLM zamówiło 20 Ju 87 G.
Niska prędkość i duża powierzchnia nośna były pomocne w niszczeniu stojących, bądź wolno poruszających się celów, jak np. łodzie, czołgi i inne opancerzone pojazdy. Ju 87 G-1 wpłynął w dużym stopniu na projekt amerykańskiego samolotu Fairchild A-10 Thunderbolt II, a książka Hansa Rudla pt. Stuka Pilot, stała się obowiązkową lekturą wszystkich członków projektu A-X zajmującego się rozwojem samolotu A-10 Thunderbolt II.

### Wersja nocna
Radziecka praktyka nocnego nękania niemieckich jednostek naziemnych przy użyciu przestarzałych dwupłatowców Po-2, które zrzucały flary i bomby odłamkowe, zainspirowała Luftwaffe do stworzenia własnego Störkampfstaffeln (nękającego szwadronu). 23 lipca 1942, Junkers zaoferował Ju 87 B-2, R-2 i R-4 z Flammenvernichter (tłumikami płomieni). 10 października 1943, RLM zatwierdził utworzenie dywizjonu GL/C-E2 w dyrektywie nr 1117. Nowe wyposażenie czyniło Ju 87 trudniejsze do wykrycia z ziemi w ciemnościach.
Również piloci musieli zostać odpowiednio przygotowani do misji nocnych. Trening lotników odbywał się nocą na nieznanym terenie, co zmuszało pilotów do polegania na przyrządach. Standardowo montowany w Ju 87 celownik bombowy Revi C12D zastąpiono wersją noktowizyjną Nachtrevi C12N. W kilku Stukach – Revi 16D został wyparty na rzecz Nachtrevi 16D. By ułatwić pilotom obserwowanie wskaźników zastosowano fioletowe oświetlenie tablicy przyrządów
15 listopada 1942 utworzono eskadrę pomocniczą. W połowie roku 1943 z samolotów 1. Floty Powietrznej, 4. Floty Powietrznej i Luftwaffe Kommando Ost (Dowództwo Luftwaffe Wschód) utworzono 12 Nachtschlachtgruppen (Nocnych Grup Szturmowych), które miały do dyspozycji różne typy samolotów, włączając w to Ju 87, które okazały się idealne do roli nocnych bombowców.

## Produkcja
Pomimo wielu problemów z Ju 87, Ministerstwo Lotnictwa Rzeszy zamówiło 216 maszyn wersji A-1 i oczekiwało na dostarczenie ich do Luftwaffe w latach 1936–1938. Możliwości produkcyjne Junkersa były w pełni zajęte i konieczne było prowadzenie produkcji Ju 87 w innych zakładach. Pierwsze Stuki wariantu A-1 powstały w Wytwórni Lotniczej Weserflug (WFG). Do rozpoczęcia wojny w fabryce Junkersa w Dessau i WFG w Bremie powstało ponad 360 samolotów serii A i B. 30 września 1939 r., Junkers otrzymał od Rzeszy 2365196 Reichsmarek (RM) na dalszą produkcję Ju 87. Za dostawy, RLM zapłaciło kolejne 243646 RM. Według Księgowości Rzeszy w Berlinie do 30 września 1941 na Ju 87 wydano 3059000 RM. Do 30 czerwca 1940 wyprodukowano 697 Ju 87 B-1 i 129 B-2. Kolejne 105 sztuk wersji R-1 i siedem R-2 także opuściło linie montażowe.

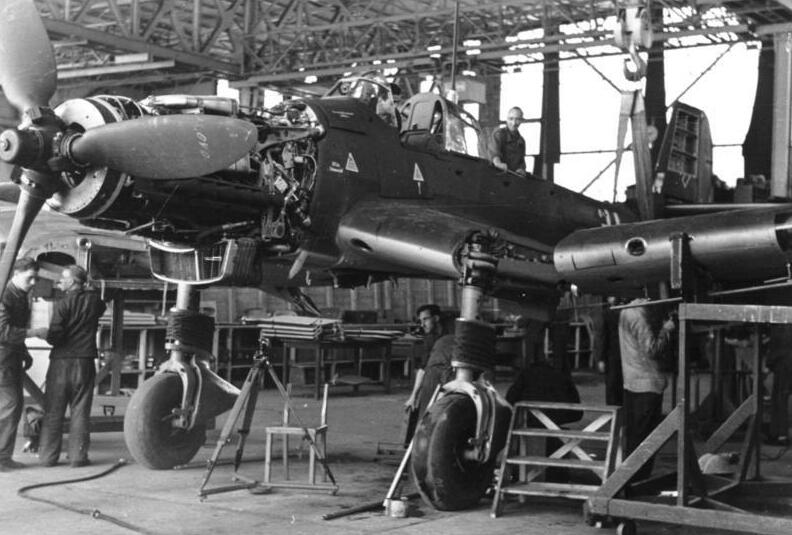
Ju 87 D podczas montażu skrzydeł

Zasięg wariantu B-2 był niewystarczający, więc w drugiej połowie 1940 roku wprowadzono serię R, ze znacznie większym zasięgiem. 105 Ju 87 R-1 przebudowano na wersję R-2 i domówiono 616 maszyn tego wariantu. W maju 1941, Junkers gotowy był do produkcji wersji D-1. RLM złożyło pierwsze zamówienie na początku 1942 roku. Produkcja Ju 88, mającego zastąpić wycofywanego Dorniera Do 17 hamowała montaż Stuk. Fabryka Weserflug w Bremie zanotowała w tym czasie spadek produkcji. Erhard Milch odwiedził zakład i zażądał, by pierwsze maszyny serii D-1 trafiły na front do końca lutego 1942. By spełnić żądanie fabryka potrzebowała 700 wykwalifikowanych pracowników. Na domiar złego, pracownicy bremeńskiej fabryki zostali wezwani do wojska, by uzupełnić straty Wehrmachtu. Junkers gotowy był zapewnić 300 niemieckich pracowników oraz, na krótki okres, radzieckich więźniów i cywilów deportowanych do Rzeszy. Praca została wznowiona i wkrótce potem WFG otrzymało oficjalną pochwałę. Zapotrzebowanie na Stuki ciągle wzrastało. Szef Dostaw – Walter Herthel oznajmił, że każda jednostka potrzebuje 100 samolotów. Dodatkowo potrzeba 20 maszyn miesięcznie, by pokrywać ewentualne straty. W czerwcu 1942 roku produkcja wzrosła do 80 Stuk miesięcznie.
Po 17 sierpnia 1942, po zakończeniu montażu licencyjnej łodzi latającej Blohm & Voss Bv 138 w zakładach w Bremie produkcja wzrosła do 150 Ju 87 D miesięcznie. Zmniejszono również liczbę części zamiennych, szczególnie zapasowych elementów podwozia. We wrześniu 1942 Milch nakazał produkować 350 maszyn miesięcznie. Było to jednak niemożliwe z powodu niedostatecznej zdolności produkcyjnych w Rzeszy.
RLM rozważało przeniesienie części produkcji na Słowację. Plany nie doszły jednak do skutku z powodu braku odpowiednio wyposażonej montowni. Słowacy mogli zapewnić nawet 4000 pracowników, jednak bez personelu technicznego. Produkcja na Słowacji miała możliwości produkcyjne na poziomie zaledwie 25 maszyn miesięcznie, co, w kontekście dodatkowych pieniędzy na wyposażenie słowackiej fabryki, było nieopłacalne. W październiku produkcja w Bremie została zakłócona przez brak części podwozia. Dyrektor Junkersa i członek Luftwaffe – Carl Frytag zgłosił, że w styczniu 1943 produkcja w Bremie wynosiła tylko 120 maszyn, a w Berlinie – 230.

### Schyłek i zakończenie produkcji
Po ocenie działań Ju 87 na froncie wschodnim, Hermann Göring rozkazał ograniczyć produkcję do 200 maszyn miesięcznie. Generał Lotnictwa ds. Samolotów szturmowych – Ernst Kupfer stwierdził, że dalszy rozwój „nie przyniesie żadnej wartości taktycznej”. Adolf Galland, as myśliwski z ogromnym doświadczeniem, powiedział, że porzucenie projektu byłoby pochopną decyzją i dostawy na poziomie 150 Stuk miesięcznie będą wystarczające.

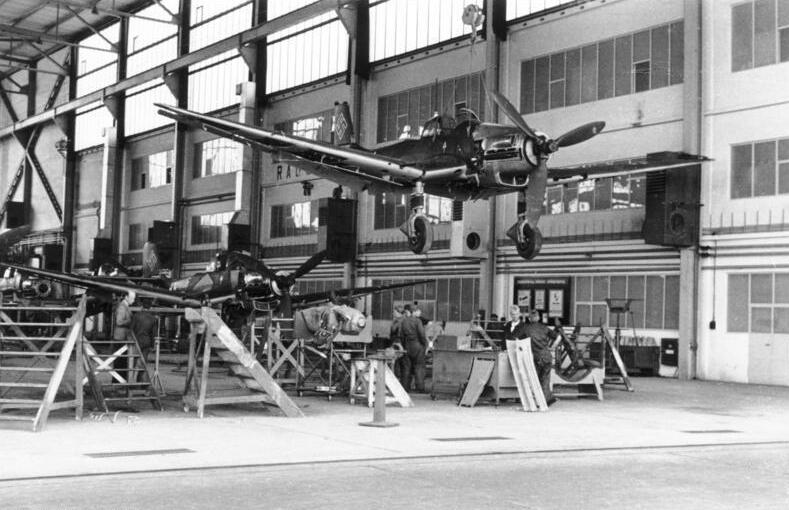
Dwa Ju 87 D w końcowej fazie produkcji

Od lipca 1943 roku zmniejszono produkcję samolotów szturmowych oraz bombowych i siły produkcyjne przeniesiono na produkcję myśliwców. 3 sierpnia 1943 Milch stwierdził, że produkcja myśliwców nie wpłynie znacząco na produkcję Ju 87, Ju 188, Ju 288 i Ju 290. Było to ważne stwierdzenie, ponieważ od 1941 roku średnia długość życia bombowca nurkującego spadła z 9,5 do 5,5 miesiąca, co dawało około 100 godzin lotu bojowego. 26 października Ernst Kupfer oznajmił, że Stuki trzeba jak najszybciej zamienić na Fw 190 F. Milch zgodził się ze stanowiskiem Kupfera i zamówił minimalną liczbę Ju 87 D-3 i D-5 na czas zmiany maszyn. W maju 1944 wyprodukowano jeszcze 129 egzemplarzy tego samolotu. We wrześniu 1944 ostatecznie zakończono produkcję. Tego miesiąca z taśm montażowych zjechało ostatnie 78 nowych maszyn oraz naprawiono 69 uszkodzonych. W ciągu następnych sześciu miesięcy zreperowano kolejnych 438 Ju 87 D i G, które powróciły do służby jako nowe bądź odnawiane samoloty. Nie ma żadnych informacji o maszynach budowanych z pozostałych części po oficjalnym zakończeniu produkcji.
Podsumowując, około 550 Ju 87 A i B-2 zmontowano w fabryce Junkersa w Dessau. Produkcję serii R oraz D przeniesiono do zakładów Weserflug, gdzie powstało 5930 z ogólnej liczby 6500 Stuk. Podczas bombardowań niewielkich uszkodzeń doznała fabryka WFG. Ataki w latach 1940–1945 spowodowały straty kilku mniej lub bardziej kompletnych Junkersów. Fabryka w Berlinie-Tempelhofie, mimo ciężkich bombardowań miasta, nie zanotowała poważniejszych strat. Główny zakład produkcyjny Junkersa w Dessau, został poważnie zniszczony, jednak Ju 87 nie były już tam produkowane. Główny zakład naprawczy Stuk w Wels (dzisiejsza Austria) został zniszczony podczas bombardowania 30 maja 1944.

## Udział w walce

### Legion Condor (Wojna domowa w Hiszpanii)
Pośród wielu niemieckich maszyn Legionu Condor uczestniczących w wojnie domowej w Hiszpanii, znalazł się także Ju 87 V4, który otrzymał numer 29-1 i przydzielony został do eksperymentalnej eskadry myśliwskiej – VJ/88. 1 sierpnia 1936, maszyna została potajemnie załadowana na hiszpański statek „Usaramo” zacumowany w porcie w Hamburgu. Pięć dni później samolot odebrano w porcie w Kadyksie.
Jedyną oficjalną operacją, jaką V4 odbył w Hiszpanii, było wsparcie nacjonalistów gen. Francisco Franco w bitwie o Bilbao w 1937 roku. Prawdopodobnie później samolot potajemnie powrócił do Niemiec.
W styczniu 1938 roku niemiecki korpus ekspedycyjny wsparły trzy Ju 87 A. Ujawniło się wtedy kilka problemów. Jednym z nich były osłony kół, które zapchane błotem z nieutwardzonych hiszpańskich lotnisk, znacznie utrudniały lub uniemożliwiały starty i lądowania. Dla bezpieczeństwa lotników, osłony zdjęto. Kolejnym problemem był mały udźwig bomb. Maszyny mogły zabrać maksymalnie 250 kg bomb z dwuosobową załogą lub 500 kg bez tylnego strzelca. Samoloty te wspierały siły Franco, głównie działając przeciwko republikańskim statkom, zanim wróciły do Rzeszy w październiku 1938 roku.
Samoloty wersji A-1 zastąpiono pięcioma Ju 87 B-1, jednak z powodu zbliżającego się końca wojny nie wywarły one większego wpływu na przebieg walk. Wykorzystywane były jako wsparcie dla Heinkli He 111 atakujących pozycje republikanów. Podobnie jak Ju 87 A-0, tak i B-1 potajemnie wróciły do kraju.
Doświadczenie wyniesione z wojny było bezcenne – lotnicy Stuk poczuli się pewniej w nowym samolocie, a i sama maszyna doskonale sprawdziła się podczas walki. W Hiszpanii nie stracono żadnej maszyny, bo i opór wroga nie był duży, ani dobrze skoordynowany. Niemniej jednak było to duże przeżycie i lekcja dla wszystkich załóg Junkersów Ju 87.

### II wojna światowa
Wszystkie formacje Ju 87 przerzucono w pobliże wschodniej granicy Niemiec w ramach przygotowań do inwazji na Polskę. Rankiem, 15 sierpnia 1939 odbyła się prezentacja możliwości bojowych Stuk przed dygnitarzami Luftwaffe w Świętoszowie niedaleko Żagania. Pokaz trzech eskadr odbywał się pod komendą kpt. Waltera Siegla. Służba meteorologiczna poinformowała, że podstawa chmur będzie na wysokości 900 m. Jednak z powodu porannej mgły, pułap widoczności spadł do 100 m. Po pokonaniu warstwy chmur i mgły, Siegel zauważył ziemię. Mimo rozkazu przerwania ataku, było za późno. 13 Ju 87 rozbiło się o ziemię, zginęło 26 członków załogi (jedynie Siegel zdołał wyprowadzić samolot z nurkowania).
Podstawową jednostką taktyczną niemieckich bombowców był dywizjon (Gruppe), składający się z trzech eskadr (Staffel) po 9-12 samolotów w trzysamolotowych kluczach. Trzy do pięciu dywizjonów tworzyły pułk (Geschwader). Jednostki oznaczane były cyframi arabskimi (eskadry) lub rzymskimi (dywizjony), łamanymi po ukośniku przez określenie rodaju i numer pułku, np. 1/StG.1 oznaczało pierwszą eskadrę (należącą zarazem do pierwszego dywizjonu) 1 pułku bombowców nurkujących (StukaGeschwader 1), a IV/LG.1 – czwarty dywizjon 1 pułku szkolnego (LehrGeschwader I).

#### Polska

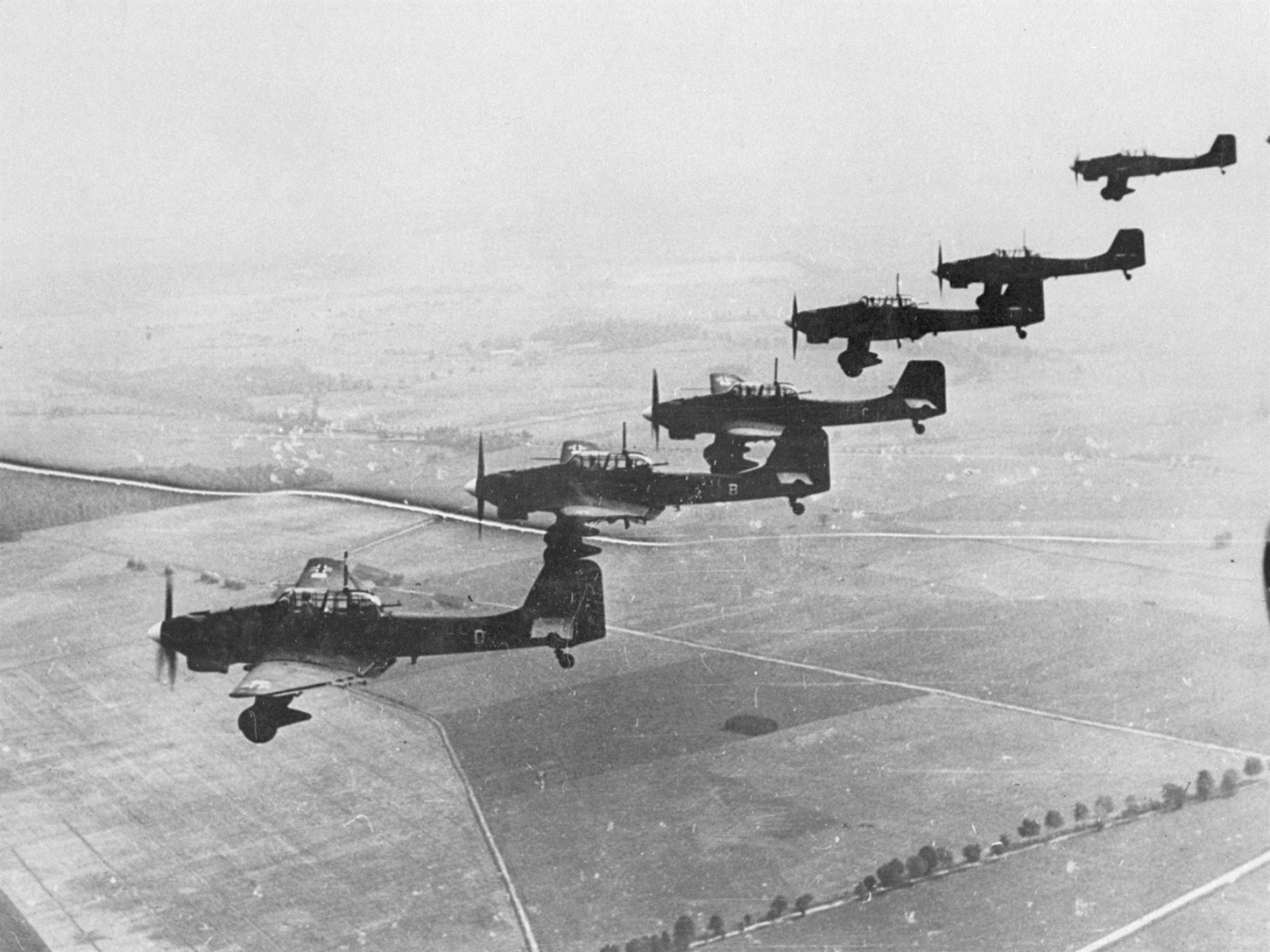
Ju 87 B nad Polską, wrzesień/październik 1939

1 września 1939 roku, Niemcy napadły na Polskę rozpoczynając II wojnę światową. Zapisy Generalnego Kwatermistrza Sił Powietrznych z 31 sierpnia mówią o 366 Ju 87 A i B gotowych do działań wojennych. O godzinie 4:26 złożony z trzech maszyn klucz Ju 87 z 3./StG 1 prowadzony przez dowódcę eskadry, porucznika Bruno Dilly’ego, przeprowadził pierwszy atak bombowy na terytorium Polski. Celem było zniszczenie punktów odpalania ładunków wybuchowych przy moście w Tczewie zaminowanym przez Polaków. Stuki zaatakowały 11 minut przed ostrzelaniem Westerplatte przez pancernik „Schleswig-Holstein”. Mimo bombardowania, polscy saperzy naprawili połączenia i około 6:30 wysadzili most w powietrze. Pierwszym atakiem Ju 87 na cele cywilne było bombardowanie Wielunia. Miasto zostało w dużej mierze zniszczone. Atak nurkowców na Wieluń uważany jest przez część historyków jako oficjalny początek kampanii wrześniowej.
Ju 87 B-1 odniósł także pierwsze powietrzne zwycięstwo podczas II wojny światowej. Pierwszego dnia wojny, około 7:00, Rottenführer podporucznik Frank Neubert z I./StG 2 Immelmann zestrzelił z zaskoczenia polski myśliwiec PZL P.11c, który startował z lotniska Balice. Pilot P.11 – kapitan Mieczysław Medwecki zginął wskutek odniesionych ran.
Luftwaffe skierowało także kilka eskadr przeciwko polskiej Marynarce Wojennej. Już 1 września Ju 87 z dywizjonu IV/LG.1 zatopiły były torpedowiec ORP „Mazur” i okręt pomocniczy „Nurek” (będące pierwszymi zatopionymi okrętami II wojny światowej), a następnego dnia – okręty-bazy OORP „Gdynia” i „Gdańsk”. 3 września bombowce z pokładowej eskadry 4.(St)/TrGr 186 zatopiły stojący w porcie niszczyciel ORP „Wicher”, a z 3./K.Fl.Gr. 706 – duży stawiacz min ORP „Gryf”.
4 września polska 7. Dywizja Piechoty została rozbita przez czterodniowe naloty Stuk z 51, 76 i 77 StG. Do ataków używano 50-kilogramowych bomb odłamkowych, które powodowały ogromne straty wśród siły żywej i sprzętu. Ju 87 brały także udział w bitwie nad Bzurą, skutecznie łamiąc opór polskiej obrony. Podczas tej bitwy nurkowce zrzuciły 428 ton bomb zadając polskim jednostkom ogromne straty. Pod koniec września Stuka bombardowały ostatnie polskie punkty oporu – twierdzę w Modlinie i Rejon Umocniony Hel.
W związku z niewielką siłą lotnictwa polskiego, podczas kampanii wrześniowej jednostki nurkowców straciły jedynie 31 maszyn, głównie od ognia przeciwlotniczego.

#### Norwegia
9 kwietnia 1940 roku Niemcy rozpoczęły operację „Weserübung”, czyli inwazję na Danię i Norwegię. Dania poddała się bez walki, podczas gdy Norwegia kontynuowała opór, wspierana przez Wielką Brytanię i Francję.
Kampania norweska nie była klasycznym blitzkriegiem (szybkie dywizje pancerne wspierane przez Luftwaffe), ponieważ górzysty teren ograniczał kooperację czołg/Stuka. Zamiast tego, Niemcy polegali na Fallschirmjäger („wojska spadochronowe”), które wyposażone były w narty. Stuki używane były do bombardowań taktycznych, jak np. niszczenie artylerii, stanowisk obserwacyjnych czy działania przeciw alianckim statkom. Ju 87 udowodnił, że jest jedną z najbardziej efektywnych broni III Rzeszy. Jedyną jednostką Stuka użytą w kampanii norweskiej był dywizjon I/StG 1.

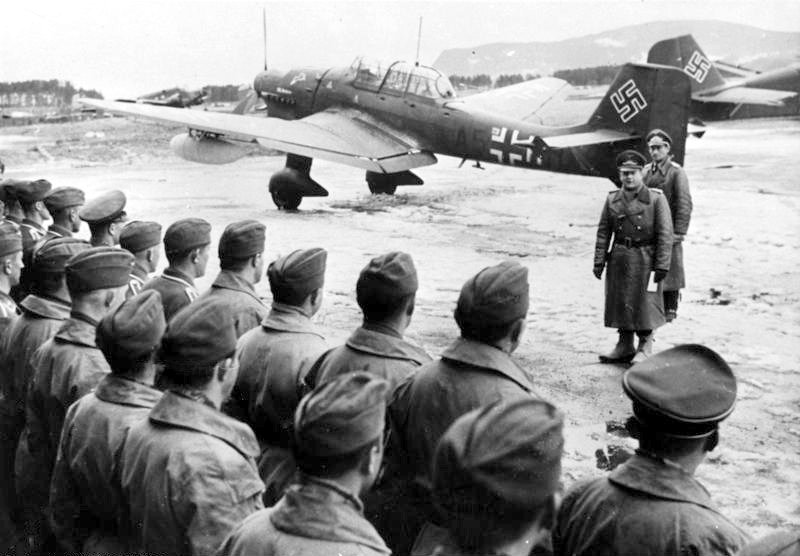
Erhard Milch wizytuje eskadrę Ju 87 na jednym z norweskich lotnisk

9 kwietnia o 10.59 w powietrze wzbiły się pierwsze Stuki z zamiarem zniszczenia twierdzy Oscarborg, której działa i wyrzutnie torped zatopiły ciężki krążownik „Blücher” mający wpłynąć do portu w Oslo. 22 Ju 87 bombardowały twierdzę wspomagając Wehrmacht, jednak obrońcy nie poddali się, aż do kapitulacji stolicy. W rezultacie zatopienia „Blüchera”, operacja Kriegsmarine nie powiodła się. Według części źródeł, 1./StG 1 przechwyciła po południu 735-tonowy norweski torpedowiec „Æger” w okolicy Stavangeru. Po trafieniu w siłownię, okręt wyrzucił się na brzeg. Eskadry nurkowców wyposażone zostały w nowe Ju 87 R, które różniły się od serii B większymi zbiornikami paliwa, a co za tym idzie – zwiększonym zasięgiem.
Stuki panowały nad wodami, zatapiając wiele okrętów wojsk sprzymierzonych. 30 kwietnia 1940 zatopiono brytyjski eskortowiec HMS „Bittern”. 3 maja, 1. eskadra bombowców nurkujących 1/StG 1 zatopiła francuski wielki niszczyciel „Bison”, a także brytyjski HMS „Afridi” podczas ewakuacji Namsos. Na pokładzie „Bisona” zginęło 102 członków załogi; „Afridi”, który przybył z pomocą rozbitkom z „Bisona” sam stracił 63 marynarzy.

#### Francja i Holandia
Jednostki bombowców nurkujących wiele nauczyły się podczas kampanii w Polsce i Norwegii. 10 maja 1940 roku rozpoczęła się operacja „Fall Gelb”, kiedy to Stuki pomogły spadochroniarzom w neutralizacji fortecy Eben-Emael. Kolejnym celem bombowców nurkujących były pozycje saperów w pobliżu mostów na kanale Alberta. Stuki pokazały swoją skuteczność, doszczętnie niszcząc czterema bombami burzącymi budynek z materiałami wybuchowymi. W rezultacie zniszczono tylko jeden z trzech mostów, pozwalając Wehrmachtowi na znaczny postęp.
Bombowce nurkujące pomagały także w złamaniu oporu we francuskim mieście Sedan. Oddziały nurkowców wykonały około 300 lotów przeciwko pozycjom francuskim, w tym sama 77. Eskadra wykonała 201 indywidualnych misji. Kiedy Francuzi zorganizowali opór, Stuki stały się bardziej podatne na myśliwce Francuskich Sił Powietrznych. Na przykład 12 maja, niedaleko Sedanu, sześć francuskich Curtissów H-75 z Grupy Pościgowej I/5 zaatakowało formację Ju 87, zestrzeliwując 11 z 12 nieeskortowanych maszyn.
Wiele korzyści dał Luftwaffe system komunikacji ziemno-powietrznej. Wyposażeni w radia oficerowie łącznikowi mogli w każdej chwili wezwać na pomoc oddziały Stuk, które siały wielkie spustoszenie po stronie alianckiej. W niektórych wypadkach pierwsze Ju 87 atakowały pozycje francuskie, już 10 minut po wezwaniu. Podpułkownik Hans Seidemann (Szef Sztabu Richthofena) miał powiedzieć, że „nigdy wcześniej nie widział tak sprawnie działającego systemu w planowaniu działań wojennych”.
Podczas operacji „Dynamo” (ewakuacji Dunkierki) Stuki zatopiły wiele alianckich statków. 21 maja zatopiono francuski niszczyciel „L’Adroit”. Tydzień później na dno poszedł m.in. parowiec kołowy „Crested Eagle”. 28 maja zatopiono brytyjski niszczyciel HMS „Grenade”, uszkadzając również kilka innych jednostek pływających. Dzień później zatopiono 31 okrętów, kolejne 11 uszkadzając. Zniszczono także 89 statków handlowych o łącznej pojemności rejestrowej 126518 BRT. Royal Navy straciła 29 z 40 posiadanych niszczycieli (8 zatopiono, 21 ciężko uszkodzono i wycofano ze służby). Alianckie siły powietrzne nie były dobrze zorganizowane i straty Stuk były spowodowane głównie przez obronę przeciwlotniczą. Podczas bitwy o Francję, Luftwaffe użyło około 120 Ju 87, z czego ⅓ maszyn z różnych przyczyn została zniszczona lub uszkodzona.

#### Bitwa o Anglię
Podczas bitwy o Anglię na porządek bitewny Luftwaffe składało się pięć eskadr wyposażonych w Ju 87. Do walki przeciw Wielkiej Brytanii skierowano 2 IV. Eskadrę Szkolną, 1. Eskadrę Bombowców Nurkujących III. Grupa, 2. Eskadrę Bombowców Nurkujących III. Grupa, 51. Eskadrę Bombowców Nurkujących oraz 3. Eskadrę Bombowców Nurkujących I. Grupa. W pierwszej fazie wojny Stuki siały postrach wśród Royal Navy. 4 lipca 1940 roku StG 2 odniosło spory sukces nad kanałem La Manche, zatapiając cztery statki transportowe – „Britsum”, „Dallas City”, „Deucalion” i „Kolga” oraz sześć innych znacznie uszkadzając. Tego popołudnia Ju 87 dokonały jednego z najbardziej krwawych ataków na terytorium brytyjskim. 33 Stuki z III./Eskadry 51, unikając myśliwców Royal Air Force (RAF) zatopiły okręt obrony przeciwlotniczej HMS „Foylebank” w porcie na wyspie Portland, zabijając 176 z 298 członków załogi. Jeden ze strzelców z „Foylebanka” – starszy marynarz Jack Foreman Mantle, kontynuował ostrzał atakujących nurkowców, mimo że statek tonął. Podczas ataku został ciężko ranny i wkrótce potem zmarł. Został pośmiertnie odznaczony Krzyżem Wiktorii. Prawdopodobnie Mantle zestrzelił jedną z maszyn biorących udział w ataku.
Również w sierpniu, Ju 87 z sukcesami walczyły przeciwko pozycjom brytyjskim. Dnia 13 sierpnia wysłano przodem Messerschmitty Bf 109 z 26. Eskadry Myśliwskiej do walki z samolotami RAF-u, pozwalając 86 Stukom z 1. Eskadry na spokojny atak bazy RAF w Detling. Podczas ataku zginął dowódca bazy, zniszczono 20 brytyjskich maszyn i większą część infrastruktury lotniska.
Bitwa o Anglię pierwszy raz dobitnie udowodniła słabość Junkersów Ju 87 w walce z myśliwcami wroga. Stuki, podobnie jak inne bombowce nurkujące, latały wolno, miały słabe uzbrojenie defensywne oraz kiepskie opancerzenie. Co więcej, nawet przy eskorcie myśliwców, nurkowce nie były dobrze chronione z powodu dużej utraty wysokości lotu podczas nurkowania. Ju 87 mógł być używany tylko przy panowaniu Luftwaffe w powietrzu, o które toczyła się ciągła walka z siłami powietrznymi Wielkiej Brytanii. Z powodu dużych strat, dowództwo Luftwaffe postanowiło wycofać Stuki z Anglii, zostając tym samym bez precyzyjnie atakujących samolotów.
18 sierpnia, dnia znanego jako najcięższy podczas całej kampanii, Stuki zestrzeliły 16 wrogich maszyn, równocześnie tracąc tyle samo Ju 87. Powołując się na Generalnego Kwatermistrza Luftwaffe, w ciągu sześciu tygodni zniszczeniu uległo 59 Stuk, a kolejne 33 zostały uszkodzone w mniejszym lub większym stopniu. Pomiędzy 8 a 18 sierpnia unicestwiono ponad 20% sił bombowców nurkujących. W walkach tych prysł mit niezwyciężonego bombowca nurkującego, symbolu Luftwaffe. Mimo wszystko Ju 87 zatopiły sześć okrętów Royal Navy, 14 statków transportowych, poważnie zniszczyły siedem lotnisk, trzy stacje radarowe oraz 49 brytyjskich samolotów (głównie na ziemi).
19 sierpnia, oddziały VIII. Korpusu Lotniczego przeniosły się z Cherbourg-Octeville do baz 2. Floty Powietrznej w Pas-de-Calais. 13 września, Luftwaffe ponownie wzięły na cel brytyjskie lotniska i niewielka liczba Stuk patrolowała wybrzeże w okolicach Selsey.
Po okresie bez bombardowań, 1 listopada kilka jednostek Ju 87 wznowiło ataki na brytyjskie statki, jako część zimowej blokady Wielkiej Brytanii od morskich dostaw. Podczas dziesięciu dni blokady zatopiono lub uszkodzono siedem statków towarowych, głównie przy ujściu rzeki Tamizy. Do baz Luftwaffe nie wróciły 4 Stuki. 14 listopada 19 nurkowców z III./St.G 1, wspieranych przez myśliwce z 26. i 51. Eskadry Myśliwskiej, wyleciało na kolejny lot przeciw okrętom w okolice ujścia rzeki. Nie znalazły jednak żadnych frachtowców i skierowały się do Dover – ich alternatywnego celu. Zła pogoda uniemożliwiała utrzymanie blokady i oddziały Ju 87 sukcesywnie przerzucane były w pobliże granicy z ZSRR, w ramach planowanej agresji pod kryptonimem Barbarossa. Do wiosny 1941 roku, do walk przeciw Anglii pozostała tylko St.G 1 z trzydziestoma Stukami. Nurkowców – na niewielką skalę – używano całą zimę, aż do marca. Operacje skupiały się głównie na patrolowaniu i zatapianiu statków w delcie Tamizy, nalotach na stocznię Royal Navy w Chatham oraz nocnych wypadach na Dover.

#### Afryka Północna i rejony Morza Śródziemnego
Po włoskich porażkach w Grecji i Afryce Północnej, Naczelne Dowództwo Wehrmachtu zdecydowało się wysłać w tamte rejony część swoich wojsk. Wśród kontyngentu Luftwaffe znalazł się Dywizjon 3. Eskadry Bombowców Nurkujących, który dotarł na Sycylię w grudniu 1940 roku. W ciągu kilku dni sprowadzono także dwa oddziały z około 80 Stukami, które weszły w skład X. Korpusu Lotniczego. Podstawowym zadaniem korpusu były ataki na brytyjskie statki i okręty między Sycylią a Afryką. 10 stycznia 1941 roku Ju 87 wykryły płynący na Maltę angielski lotniskowiec HMS „Illustrious”, który podczas ataku został ciężko uszkodzony. Załogi Stuk były jednak pewne, że posłały lotniskowiec na dno. Piloci Ju 87 zgłosili trafienie okrętu czterema 500-kilogramowymi bombami i kilkoma, które wybuchły w pobliżu lotniskowca. Mimo że wyrządziły duże straty, nie uszkodziły jednak maszynowni okrętu, który ciężko uszkodzony dotarł do celu.
Włoska Regia Aeronautica również miała Stuki na swoim wyposażeniu. W 1939 roku, włoski rząd poprosił Ministerstwo Lotnictwa Rzeszy o dostarczenie 100 nurkowców. Włoscy piloci zostali wysłani do Grazu w Austrii w celu przeszkolenia na nowym typie samolotów. Latem 1940 roku do 96. Grupy Bombowców Nurkujących trafiło 100 Ju 87 B-1 i kilka maszyn użytkowanych już przez Luftwaffe. Włoskie Stuki, zostały przechrzczone na Picchiatello i weszły w skład 97., 101. i 102. Grupy nurkowców. Picchiatelli używane były na Malcie, przeciwko alianckim konwojom na Morzu Śródziemnym i w Afryce Północnej, m.in. podczas oblężenia Tobruku. Kilka Ju 87 używanych było w początkowej fazie ataku Włoch na Grecję w październiku 1940 roku. Siły włoskie były niewielkie, mało efektowne i szybko zostały wyparte z Hellady. Na początku 1941 roku Grecy zajęli południową część, okupowanej przez Włochów, Albanii. Widząc nieudolność i słabość wojsk faszystowskich, Hitler zdecydował się na wysłanie wojsk w rejon południowych Bałkanów.

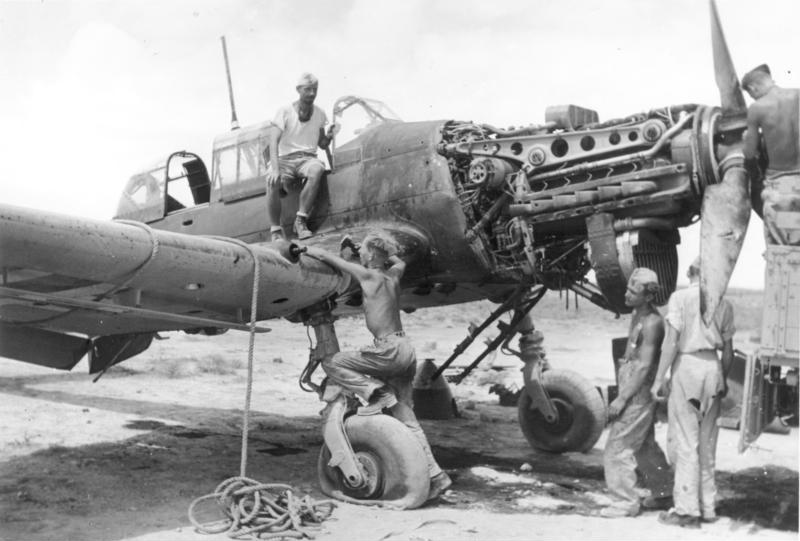
Ju 87 B podczas naprawy w Afryce Północnej, przełom 1941-42

Regia Aeronautica używała Stuk do 1942 roku.
W marcu obalono proniemiecki rząd w Jugosławii. Wściekły Hitler rozkazał ponownie zaatakować państwo na Bałkanach. Plan „Marita” rozpoczął się 6 kwietnia. Podczas kampanii, w szeregach Luftwaffe walczyły 1, 2 i 77 StG. Stuki po raz kolejny udowodniły swoją wartość, wobec niewielkiego oporu lotnictwa jugosłowiańskiego. 300 maszyn siało wielkie spustoszenie i postrach w tym regionie. Straty wśród Luftwaffe były minimalne. Między innymi efektywność bombowców nurkujących spowodowała kapitulację Jugosławii po dziesięciu dniach walk.
Wiele Ju 87 wzięło także udział w ciężkim bombardowaniu Belgradu. Stuki atakowały lotniska i pozycje obrony przeciwlotniczej, podczas gdy konwencjonalne bombowce niszczyły obiekty cywilne. Belgrad został zrównany z ziemią. Według kronik zginęło 2271 osób, a rannych zostało ponad 12000 ludzi, głównie cywilów.
Królestwo Grecji, pomimo wsparcia brytyjskiego, również zostało podbite. Po utracie przewagi, wojska sprzymierzone zaczęły ewakuację na Kretę. Stuki prowadziły skuteczną akcję przeciw greckim okrętom. 22 kwietnia zatopiono niszczyciele „Psara” i „Ydra”. Podczas dwóch następnych dni, flota grecka straciła 23 okręty zacumowane w porcie w Pireusie.
Podczas operacji „Merkury” Stuki również odgrywały jedną z głównych ról.
W nocy z 21 na 22 maja 1941 roku, Niemcy postanowili wzmocnić swoje siły na wyspie drogą morską, ale z powodu dużej koncentracji alianckiej marynarki wojennej, stracili 10 jednostek pływających. Lekkie krążowniki HMS „Dido”, „Orion” i „Ajax” zmusiły Kriegsmarine do odwrotu. Stuki ponownie zostały użyte przeciwko Royal Navy. 21 maja zniszczono niszczyciel HMS „Juno”, a kilka dni później ciężko uszkodzono pancernik HMS „Warspite” i zatopiono lekki krążownik HMS „Gloucester”, na którym zginęło 45 oficerów i 648 marynarzy. Ju 87 ciężko uszkodziły HMS „Fiji”' (został on później dobity przez kilka Bf 109) i jedną bombą zatopiły kontrtorpedowiec HMS „Greyhound”. Pod koniec bitwy o Kretę Royal Navy straciła jeszcze kilka okrętów; 23 maja na dno poszły niszczyciele HMS „Kashmir”, „Kelly” i „Hereward”. Trzy dni później ciężko uszkodzono, wycofujące się „Orion” i „Dido”. „Orion” ewakuował 1100 żołnierzy do Afryki, z czego podczas ataku Stuk, zginęło 260, a 280 zostało ciężko rannych.
Eskadry bombowców nurkujących wspierały feldmarszałka Erwina Rommla podczas prawie dwuletnich działań Deutsches Afrikakorps w Afryce, w dużym stopniu wpływając na sukcesy korpusu. Jednak po zwiększeniu sił alianckiego lotnictwa jesienią 1942 roku, straty Stuk znacznie wzrosły. Lądowanie Amerykanów w Afryce w ramach operacji „Torch” znacznie pogorszyło sytuację Afrikakorps: Stuki nie pasowały do wojny prowadzonej przez szybkie myśliwce szturmowe. Do walki używano Messerschmittów Bf 109 i Focke-Wulfów Fw 190 po uzbrojeniu je w bomby. Słabość produktów Junkersa została obnażona 11 listopada 1942 roku, kiedy to amerykańskie myśliwce Curtiss P-40F, w ciągu kilku minut zestrzeliły wszystkie 15 Ju 87 D.
Do 1943 roku, alianci uzyskali całkowite panowanie w powietrzu. Ju 87 atakowały wrogie pozycje tylko do czasu pojawienia się samolotów wroga. Dodatkowo, myśliwce niemieckie nie miały wystarczającego zasięgu, by cały czas eskortować Stuki. Często już w połowie drogi do celu, nurkowce pozostawione były same sobie.
Ju 87 nadal wspierały Wehrmacht w Europie Południowej. Po kapitulacji Włoch we wrześniu 1943 roku, Stuki pomogły Niemcom w ostatniej wygranej przez nich kampanii. Grecki Dodekanez okupowany był przez Brytyjczyków; Luftwaffe zorganizowało 75 nurkowców (z 3 StG, stacjonującego w Megarze i na wyspie Rodos), by odzyskać archipelag. Niemieckie desanty szybko opanowały wyspy, ponieważ nie były nękane przez lotnictwo wojsk sprzymierzonych, których bazy znacznie oddalone były od Dodekanezu.

#### Front Wschodni

##### Plan Barbarossa (1941)
22 czerwca 1941 Wehrmacht rozpoczął realizację planu Barbarossa – ataku na Związek Radziecki.

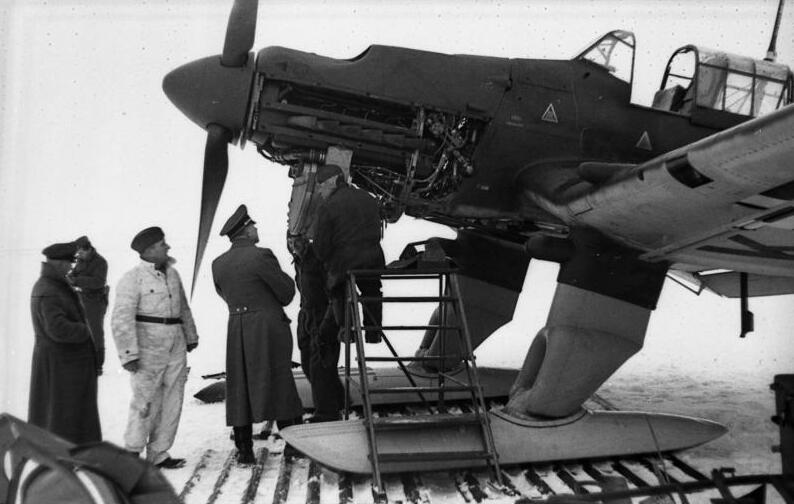
Ju 87 B-2 z zamontowanymi nartami, dla bezpieczniejszych startów i lądowań na zaśnieżonym terenie, 22 grudnia 1941

Luftwaffe zorganizowało cztery eskadry nurkowców. VIII. Korpus Lotniczy pod komendą Generała Lotnictwa Wolframa von Richthofena miał do dyspozycji II. oraz III. Grupę 1. Eskadry Bombowców Nurkujących, a także I., II. i III. Grupę z 2. Eskadry Bombowców Nurkujących Immelmann. II. Korpus Lotniczy pod komendą Generała Lotnictwa Bruno Loerzera, dysponował I., II. i III. Grupą z 77. Eskadry Bombowców Nurkujących. 5. Flota Powietrzna, pod dowództwem Generała Hansa-Jürgena Stumpffa, działała w okolicach norweskiego koła podbiegunowego i posiadała IV. z 1. Eskadry Szkolnej (LG 1).
Pierwszy nurkowiec na froncie wschodnim został strącony około 3:40-3:47, 22 czerwca 1941 roku, podczas ataku na umocnienia w Brześciu, przez radziecki myśliwiec I-153. W pierwszym dniu walk siły nurkowców straciły tylko dwie Stuki. Z racji dużej siły i uwagi Luftwaffe, sowieckie lotnictwo zostało prawie doszczętnie zniszczone. Oficjalne dane mówią o 1489 zniszczonych samolotach radzieckich. Göring nie mogąc uwierzyć w te statystyki, zażądał zliczenia wraków. Kilka dni później, Luftwaffe podało, że ZSRR straciło ponad 2000 maszyn. Sowieci potwierdzili, że w ciągu pierwszych dwóch dni walk stracili 1922 samoloty. Radziecki opór powietrzny był słaby i do końca roku Luftwaffe całkowicie dominowało w powietrzu.
Ju 87 zadawały ogromne straty jednostkom naziemnym, rozbijały kontrataki sowieckiej artylerii, osłabiały punkty oporu wroga oraz niszczyły linie zaopatrzeniowe. Przykładem efektywności Stuk było zniszczenie 5 lipca, przez StG 77, 18 pociągów i 500 pojazdów. Kiedy 1. i 2. Armia Pancerna przekraczały most na Dnieprze i zbliżały się do Kijowa, wsparcie Ju 87 po raz kolejny okazało się bezcenne. 13 września nurkowce ze StG 1 przerwały linie kolejowe i spowodowały duże straty wśród uciekających Sowietów, same tracąc tylko jedną maszynę. Dziesięć dni później – 23 września – Hans-Ulrich Rudel ze StG 2, podczas ataku na port w Kronsztadzie, ciężko uszkodził pancernik „Marat”.
Podczas tej akcji podporucznik Egbert Jaekel zatopił niszczyciel „Minsk”. Zniszczono również inny niszczyciel „Stierieguszczyj” i okręt podwodny M-74. Uszkodzono także pancernik „Oktiabrskaja Riewolucja” oraz niszczyciele „Silnyj” i „Grozjaszczyj”. W trakcie ataku, Niemcy stracili dwie Stuki.
Bombowce nurkujące Junkersa wspierały także marsz Grupy Armii „Środek” w kierunku Moskwy. Od 13 do 22 grudnia StG 77 zniszczyła 420 pojazdów i 23 czołgi, podnosząc morale wycofujących się, z powodu srogiej zimy, niemieckich żołnierzy. StG 77 była najskuteczniejszą eskadrą nurkowców. Podczas operacji Barbarossa zniszczyła 2401 pojazdów, 234 czołgi, 92 pozycje artyleryjskie i 21 pociągów transportowych. 77. Eskadra Bombowców Nurkujących straciła w tym czasie 32 Stuki.
Podczas inwazji na ZSRR, Luftwaffe straciło łącznie 134 Ju 87, w tym: 1. eskadra – 60 w walce i jeden na ziemi; 2. eskadra – 39 w walce i dwa na ziemi; 77. eskadra – 29 w walce i trzy na ziemi. Nad Norwegią strącono 24 Stuki z IV.(St)/LG1.

##### „Fall Blau” – Stalingrad (1942)

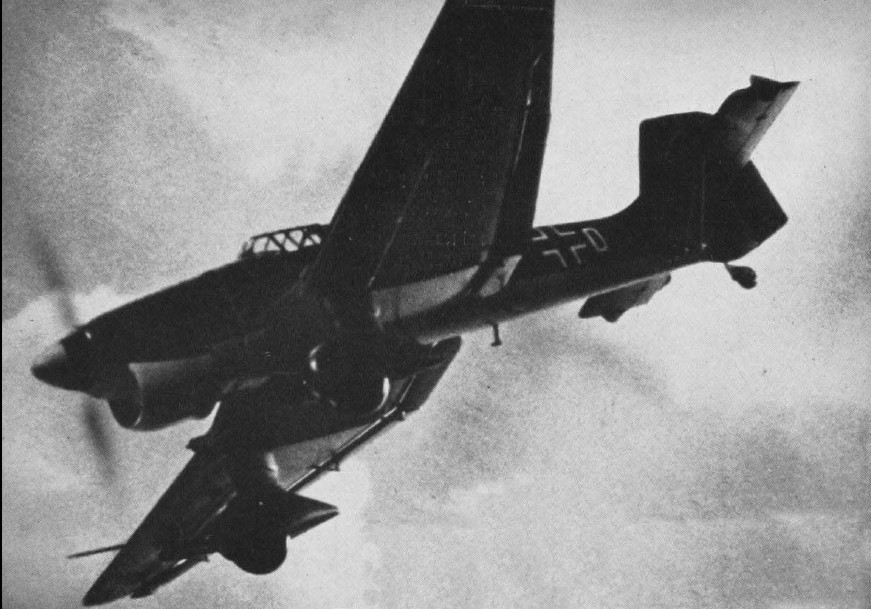
Junkers Ju 87 B nad Stalingradem

Na początku 1942 roku, jednostki Ju 87 dały Wehrmachtowi bardzo ważne wsparcie lotnicze. 29 grudnia 1941 roku, 44. Armia Radziecka wylądowała w cieśninie Kerczeńskiej. Tylko Luftwaffe było w stanie wesprzeć cztery niewielkie grupy naziemne, więc dwie eskadry, włączając w to 77. Eskadrę Bombowców Nurkujących, podjęły się tego trudnego zadania. Przy czystym niebie, loty Stuk były niezagrożone. W pierwszych 10 dniach, zniszczono połowę 44. Armii. Ponadto sytuację czerwonoarmistów pogarszał brak dostaw, z powodu zatapiania przez nurkowce statków z zaopatrzeniem. Wtedy już ukazała się duża skuteczność Ju 87 przeciwko siłom pancernym. Dopiero późniejsze, wyposażone w grubszy pancerz czołgi T-34, mogły przetrwać ataki Stuk. 44. Armia miała jednak tylko starsze typy czołgów, z cienkim pancerzem, podatnym na ataki Ju 87.
Podczas bitwy o Sewastopol, Stuki bezlitośnie atakowały okrążone siły radzieckie. Wielu pilotów Ju 87 wykonywało nawet ponad 300 lotów przeciwko obrońcom Sewastopola. 77. Eskadra Bombowców Nurkujących z 4. Floty Powietrznej wykonała 7708 lotów, w trakcie których na miasto zrzucono 3537 ton bomb. Na skutek wyniszczającego bombardowania, 4 lipca, żołnierze radzieccy wywiesili białą flagę.
W czasie letniej ofensywy, zwanej „Fall Blau”, Luftwaffe zorganizowało, w ramach 4. Floty Powietrznej, około 1800 samolotów, tworząc największą flotę powietrzną w dziejach świata. Siły Stuk wynosiły 151 maszyn.
W ciągu bitwy stalingradzkiej Luftwaffe wykonało tysiące ataków bombowych, doszczętnie niszcząc miasto. 1, 2 i 77 StG tylko 14 października 1942 podrywały do lotu swoje Ju 87 320 razy. Kiedy 6. Armia Niemiecka zamknęła jednostki radzieckie w kolanie rzeki Wołgi, Stuki wykonały ponad 1200 lotów, bombardując otoczoną, małą grupę żołnierzy sowieckich. Mimo zaciekłych ataków i ogromnych strat po stronie ZSRR, III Rzesza nie wygrała pod Stalingradem. Eskadry Ju 87 wykonywały średnio 500 lotów dziennie, siejąc spustoszenie na ziemi, przy minimalnych stratach własnych.
Bitwa o Stalingrad była jedną z ostatnich operacji, obsługiwanych przez Ju 87 na tak dużą skalę. Po bitwie, siła Sowieckich Sił Powietrznych wzrosła, wzmacniając swoją pozycję w powietrzu. Z tego powodu straty Stuk systematycznie rosły.

##### Kursk (1943)
Stuki używane były także podczas bitwy na łuku kurskim. Luftwaffe zorganizowało I, II, III. Grupy z 1. Eskadry Bombowców Nurkujących oraz III. Grupę z 3. Eskadry Bombowców Nurkujących, które weszły w skład 6. Floty Powietrznej. I., II, III. Grupa z 2. i 3. Eskadry Bombowców Nurkujących weszły w skład VIII. Korpusu Lotniczego dowodzonego przez Hansa Seidemanna. Ju 87 G, pilotowany przez Kapitana Rudla, zniszczył stanowiska ogniowe w miastach Orzeł i Biełgorod. Stuki uczestniczyły w wielkiej lotniczej kontrofensywie, pomiędzy 16 a 31 sierpnia, przeciwko radzieckiemu atakowi na dwie niemieckie armie, zmniejszając siły pancerne radzieckiej 11. Armii Pancernej do 33 czołgów. Natarcie Armii Czerwonej zostało prawie całkowicie zatrzymane przez ataki „powietrznej artylerii”.
Jednakże straty wystąpiły po obu stronach. 8 lipca, VIII. Korpus Lotniczy stracił osiem Ju 87, 9 lipca – sześć, 10 lipca – także sześć, 11 lipca – kolejne osiem. Oprócz maszyn, z akcji nie wróciło dziewięciu Kawalerów Krzyża Rycerskiego. Od 5 do 31 lipca, StG 77 stracił 24 Stuki; do StG 2 w tym samym okresie nie wróciło 30 maszyn. We wrześniu 1943 roku, trzy jednostki Stuk zostały doposażone w Fw 190. Wobec ciągle spadającej dominacji w powietrzu, nurkowce potrzebowały eskorty ze strony niemieckich myśliwców. Wiele jednostek, jak np. StG 2 Immelmann kontynuowało swoje zadania, aż do 1945 roku, używając wyposażonych w 37 mm działka Stuk serii G. Mimo niewielkiej liczby tych „niszczycieli czołgów”, siały one spustoszenie w szeregach sowieckich sił pancernych.

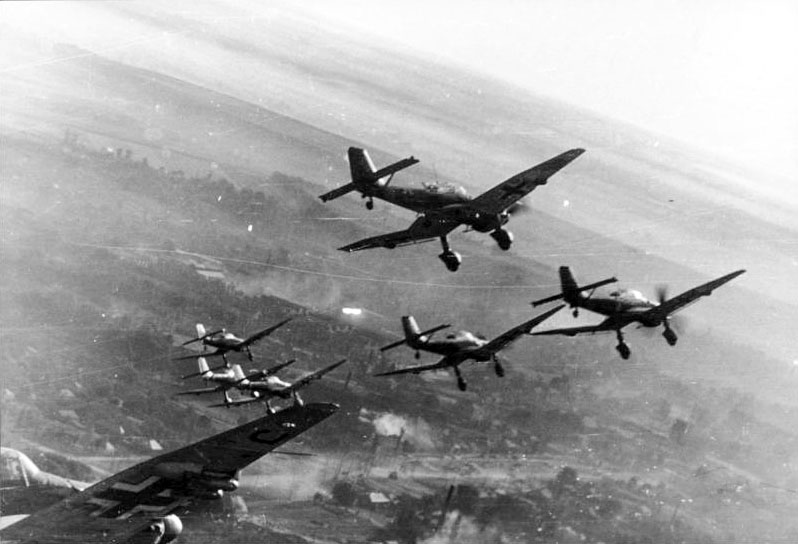
Ju 87 G-2 nad frontem wschodnim, zima 1943-44

Po sporych stratach pod Kurskiem, całkowita liczba Stuk spadła do 184 maszyn. Była to mniej niż połowa wymaganych samolotów. 18 października 1943 roku, StG 1, 2, 3, 5 i 77 zostały przemianowane na mieszane jednostki, zwane Schlachtgeschwader (Eskadra bojowa). Do jednostek wprowadzono inne typy maszyn, w większości Fw 190. Samodzielne jednostki bombowców nurkujących przestały istnieć.
Po otrząśnięciu się z klęski na łuku kurskim, Ju 87 odgrywały ważną rolę na południowym skrzydle frontu wschodniego. Do walki przeciw Luftwaffe Sowieci wystawili około 3000 myśliwców. Straty wśród nurkowców były duże. W sierpniu 1943 roku, StG 77 i StG 2 Immelmann straciły łącznie 60 maszyn. Pomimo strat, kilkanaście Ju 87 wspomogło otoczony przez wojska radzieckie 29. Korpus Armijny, na wybrzeżu Morza Azowskiego. Podczas wyzwalania Kijowa resztki Stuk próbowały powstrzymać rozpędzającą się Armię Czerwoną – bez skutku. Lotnictwo radzieckie zestrzeliło nad Kijowem kilkanaście nurkowców, kilka kolejnych zostało zniszczonych na ziemi. Nad niebem frontu wschodniego zginęło wielu asów Luftwaffe, wielu z nich latało Stukami.

##### Operacja „Bagration” – marsz na Berlin (1944–1945)
W pierwszej połowie 1944 roku samoloty Ju 87 były świadkami początku upadku III Rzeszy. Podczas letniej ofensywy radzieckiej pod kryptonimem „Bagration”, 12 jednostek Ju 87 i pięć mieszanych jednostek (włączając w to Fw 190 F) miały za zadanie powstrzymać Armię Czerwoną.
Do końca wojny Stuki prawie całkowicie zostały zastąpione przez Focke-Wulfy Fw 190 w wersji szturmowej, jako że Ju 87 ponosiły duże straty, kiedy to alianckie maszyny dominowały w powietrzu. Gefechtsverband Kuhlmey, mieszana jednostka z dużą liczbą Stuk została latem 1944 roku przerzucona do Finlandii, by wspomóc tamtejsze siły powietrzne w walce ze Związkiem Radzieckim w przesmyku Karelskim i okolicach Wyborga. Jednostka przypisywała sobie zniszczenie 200 radzieckich czołgów i 150 samolotów przy stracie 41 maszyn. Luftwaffe stawiała opór lotnictwu sowieckiemu, nie miało to jednak przełożenia na wyniki na ziemi. Marsz Armii Czerwonej postępował z niesłabnącą siłą. Do 31 stycznia 1945 w jednostkach znajdowały się 104 Stuki. W innych, mieszanych jednostkach w gotowości bojowej było 70 nurkowców i kilkanaście Fw 190. Ciągły brak paliwa uziemił większość Ju 87, znacznie ograniczając częstotliwość ich lotów, aż do końca wojny.

## Użytkownicy
Carstwo Bułgarii
- Bułgarskie Siły Powietrzne[155]

 Niepodległe Państwo Chorwackie
- Zrakoplovstvo Nezavisne Države Hrvatske[156]

 Czechosłowacja
- Československé letectvo – samoloty przejęte po wojnie[c]

 Cesarstwo Japonii
- Kōkū Jieitai[157]

 Socjalistyczna Federacyjna Republika Jugosławii
- Jugosłowiańskie Siły Powietrzne – samoloty przejęte po wojnie

 III Rzesza
- Luftwaffe

 Królestwo Rumunii
- Rumuńskie Siły Powietrzne[158]

 Republika Słowacka
- Slovenské vzdušné zbrane[c]

 Królestwo Węgier
- Magyar Légierő[159]

 Wielka Brytania
- Royal Air Force – testy maszyn zdobytych w trakcie wojny oraz przejętych po jej zakończeniu[160]

 Królestwo Włoch
- Regia Aeronautica

## Zachowane egzemplarze
Wojnę, w różnym stanie, przetrwało około 200 Junkersów Ju 87 różnych wersji. Do dziś przetrwały dwa kompletne i kilka wraków Ju 87, które można zobaczyć jako eksponaty muzealne w wielu krajach świata.
- W Muzeum Nauki i Przemysłu w Chicago wystawiony jest Ju 87 R-2/Trop. (oznaczenie A5+HL), zdobyty w Libii w 1941 roku, który został później przewieziony do Stanów Zjednoczonych.
- Ju 87 D-5 (W.Nr 494085, oznaczenia RI+JK), przechwycony przez wojsko brytyjskie w 1945 roku w Niemczech, wystawiony jest w Royal Air Force Museum w Londynie.
- Deutsches Technikmuseum w Berlinie ma dwa wraki kompletnych maszyn, które zostały odnalezione w pobliżu Murmańska w 1990 i 1994 roku.
- Auto- und Technikmuseum w Sinsheim wystawia szczątki Stuki, która rozbiła się niedaleko Saint-Tropez w 1944. Wrak został podniesiony z dna morskiego w 1989.
- W październiku 2006 niedaleko wyspy Rodos w Grecji wyłowiono Ju 87 D-3/Trop.[161]
- Junkers Ju 87 B-2 9801 (numer: 0406) jest odrestaurowywany przez Muzeum Lotnictwa w Belgradzie.
- W październiku 2015 wydobyto wrak Ju 87 D-3 (W.Nr 110757) w miejscowości Krościenko Wyżne. W środku odnaleziono szczątki rumuńskiego pilota, sierżanta sztabowego Ioana Clopa[162].

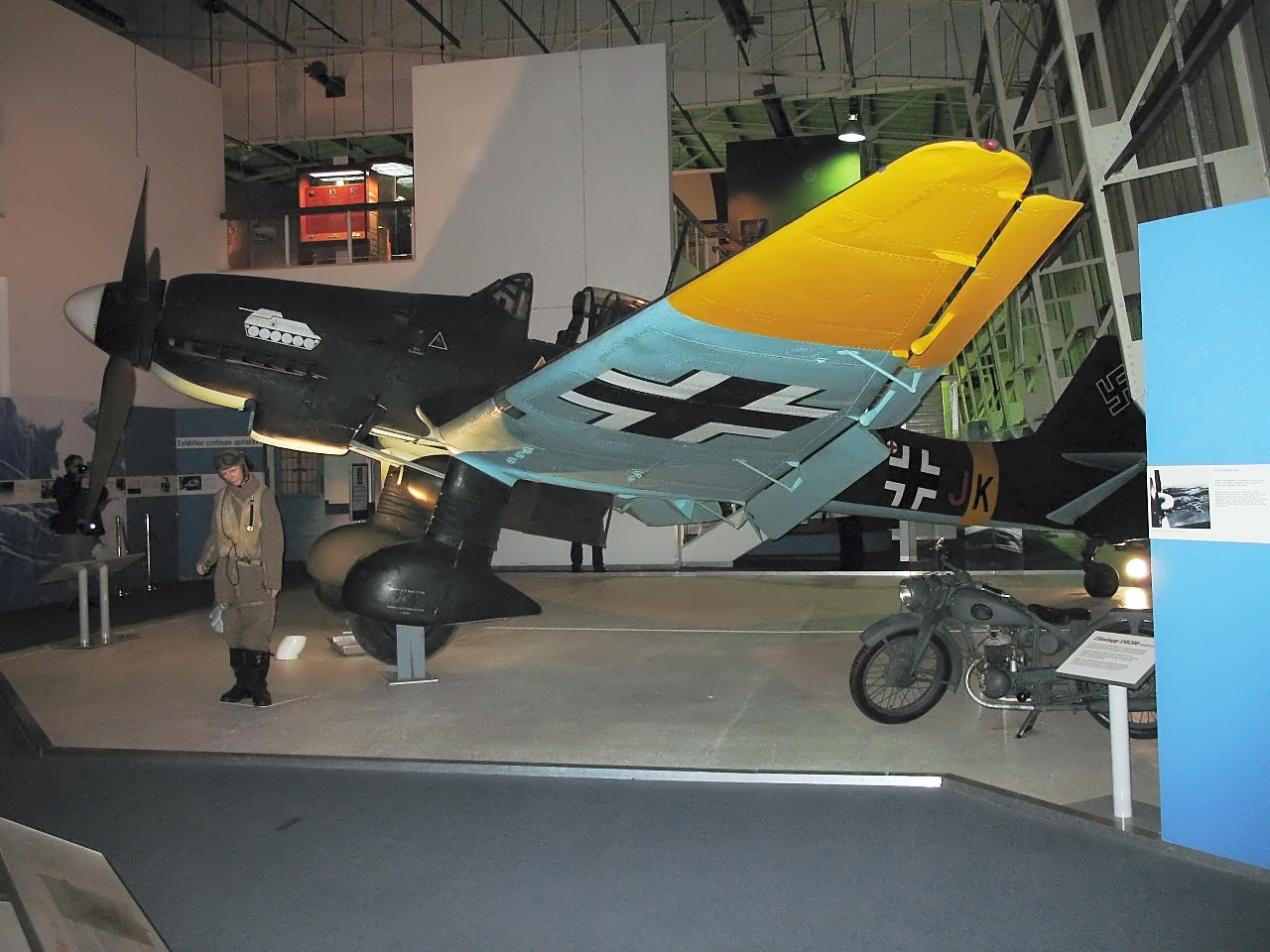
Junkers Ju 87 D-5 w Royal Air Force Museum w Hendon
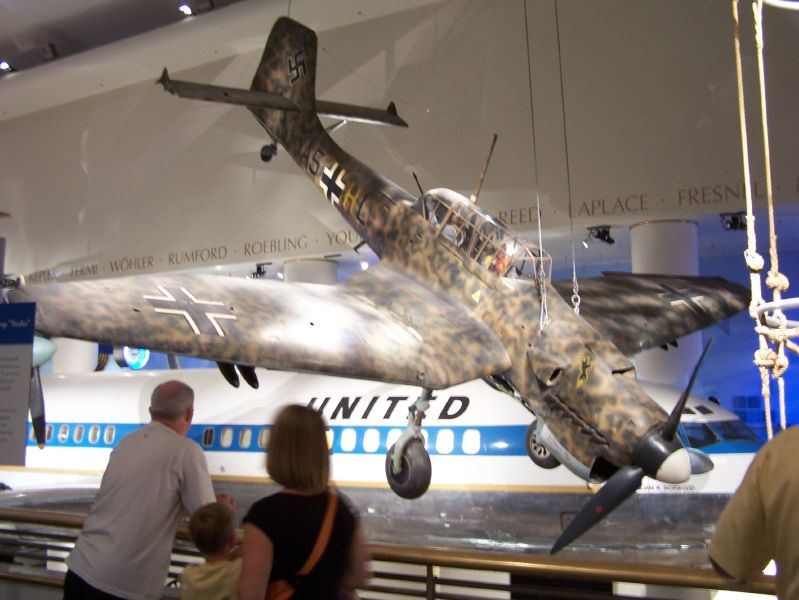
Junkers Ju 87 R-2/Trop. w Muzeum Nauki i Przemysłu w Chicago
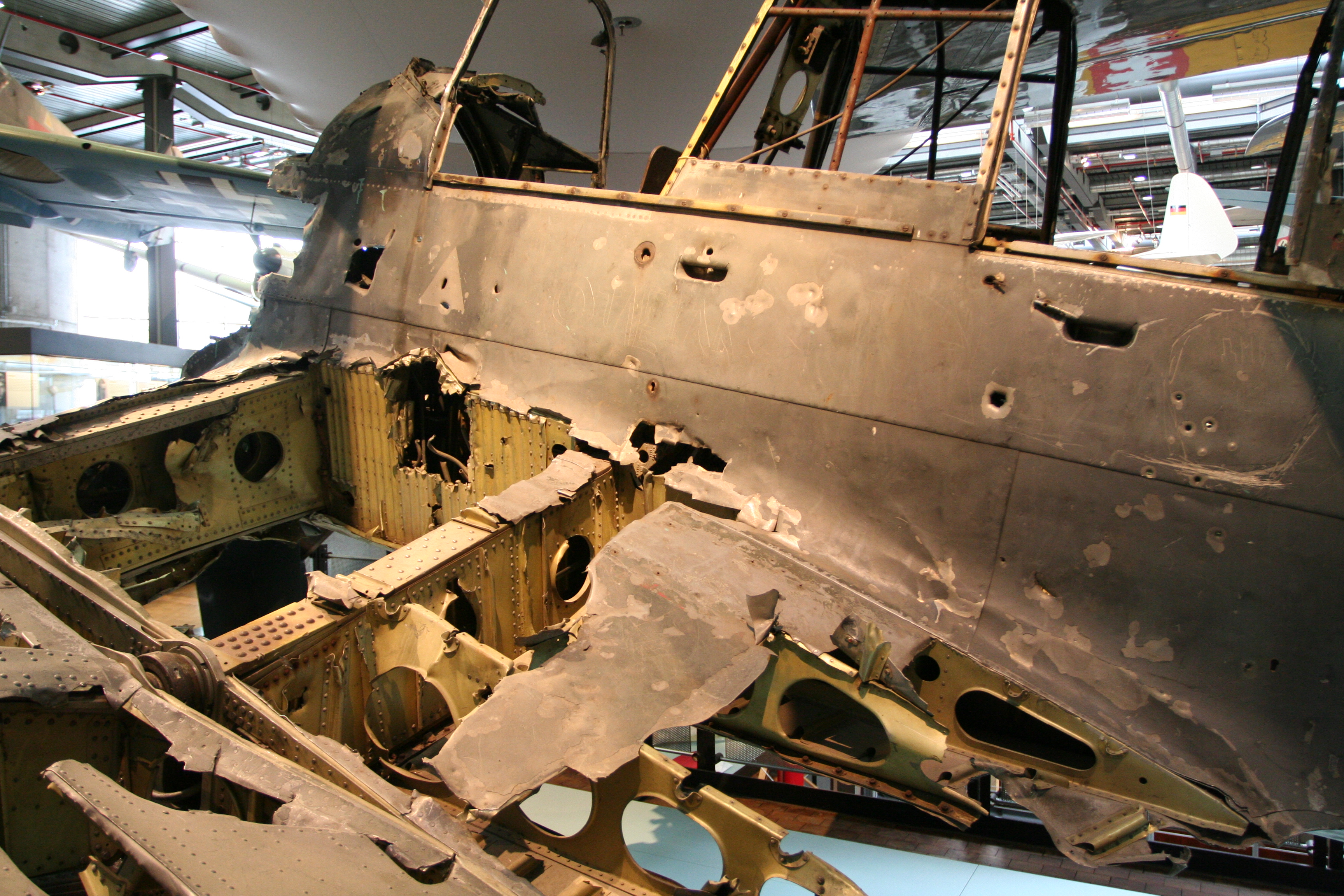
Wrak Ju 87 w Deutsches Technikmuseum
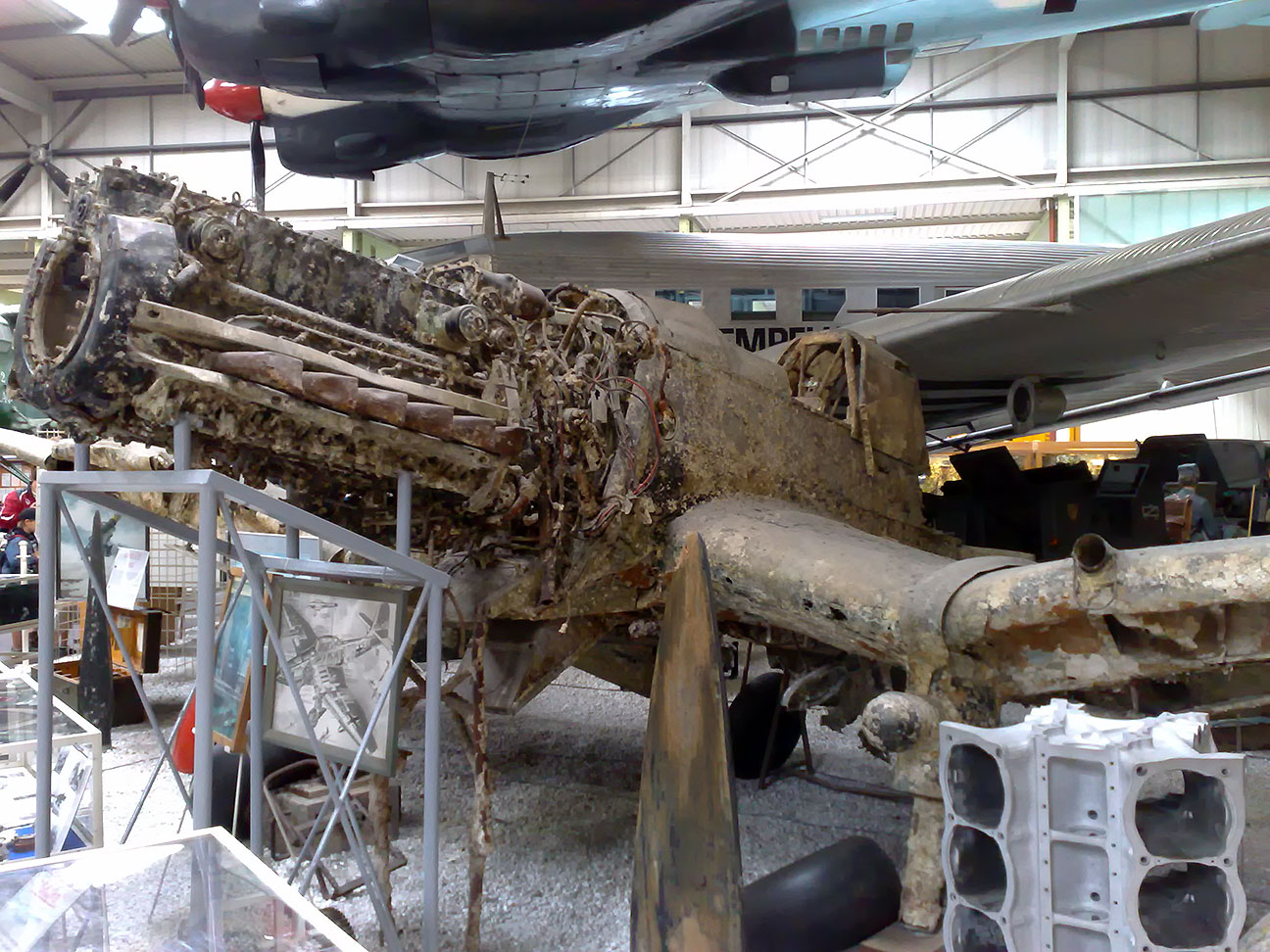
Wrak Ju 87 w Auto- und Technikmuseum

## Dane taktyczno-techniczne
Dane taktyczno-techniczne samolotu Ju 87:
|            |                                  | Ju 87 A-1                       | Ju 87 B-1                       | Ju 87 B-2                       | Ju 87 C-1                       | Ju 87 D-1                        | Ju 87 D-5                          | Ju 87 D-8                          | Ju 87 G-2                     | Ju 87 H-1          | Ju 87 R-2                       |
| ---------- | -------------------------------- | ------------------------------- | ------------------------------- | ------------------------------- | ------------------------------- | -------------------------------- | ---------------------------------- | ---------------------------------- | ----------------------------- | ------------------ | ------------------------------- |
| Wymiary    | rozpiętość                       | 13,60 m                         | 13,80 m                         | 13,60 m                         | 13,20 m                         | 13,60 m                          | 15,00 m                            | 15,00 m                            | 15,00 m                       | 15,00 m            | 13,60 m                         |
| Wymiary    | długość                          | 10,78 m                         | 11,10 m                         | 11,10 m                         | 11,00 m                         | 11,50 m                          | 11,50 m                            | 11,50 m                            | 11,50 m                       | 11,50 m            | 11,10 m                         |
| Wymiary    | wysokość                         | 3,89 m                          | 4,01 m                          | 4,01 m                          | 3,77 m                          | 3,88 m                           | 3,88 m                             | 3,88 m                             | 3,88 m                        | 3,88 m             | 4,01 m                          |
| Wymiary    | powierzchnia nośna               | 31,90 m²                        | 31,90 m²                        | 31,90 m²                        | 31,30 m²                        | 31,90 m²                         | 33,68 m²                           | 33,68 m²                           | 33,68 m²                      | 33,68 m²           | 31,90 m²                        |
| Wymiary    | obciążenie powierzchni nośnej    | 106,6 kg/m²                     | 136 kg/m²                       | 136 kg/m²                       | 141 kg/m²                       | 206,9 kg/m²                      | 196 kg/m²                          | 197 kg/m²                          | 195 kg/m²                     | 156,1 kg/m²        | 177,2 kg/m²                     |
| Masy       | własna                           | 2300 kg                         | 2710 kg                         | 2750 kg                         | 2900 kg                         | 3900 kg                          | 3940 kg                            | 3938 kg                            | 3930 kg                       | b.d.               | 2750 kg                         |
| Masy       | całkowita                        | 3400 kg ǂ                       | 4250 kg                         | 4250 kg                         | 4510 kg                         | 6600 kg                          | 6580 kg                            | 6607 kg                            | 5960 kg                       | 5000 kg            | 4350 kg                         |
| Silnik     | typ                              | Jumo 210 D                      | Jumo 211 A-1                    | Jumo 211 Da                     | Jumo 211 Da                     | Jumo 211 J-1                     | Jumo 211 J-1                       | Jumo 211 P                         | Jumo 211 J-1                  | Jumo 211 J-1       | Jumo 211 Da                     |
| Silnik     | moc maksymalna                   | 680 KM (500 kW)                 | 1000 KM (736 kW)                | 1200 KM (883 kW)                | 1200 KM (883 kW)                | 1420 KM (1044 kW)                | 1420 KM (1044 kW)                  | 1500 KM (1104 kW)                  | 1420 KM (1044 kW)             | 1420 KM (1044 kW)  | 1200 KM (883 kW)                |
| Osiągi     | prędkość maksymalna na wysokości | 320 km/h na 4000 m              | 383 km/h na 4090 m              | 380 km/h na 4090 m              | 320 km/h na 4000 m              | 410 km/h na 4100 m               | 400 km/h na 4100 m                 | 400 km/h na 4400 m                 | 396 km/h na 4000 m            | 410 km/h na 4000 m | 340 km/h na 0 m                 |
| Osiągi     | prędkość przelotowa              | 275 km/h na 2700 m              | 336 km/h na 3700 m              | 336 km/h na 3700 m              | 306 km/h na 5000 m              | 310 km/h na 5100 m               | 318 km/h na 5000 m                 | 310 km/h na 5000 m                 | 326 km/h na 5000 m            | 370 km/h na 5000 m | 280 km/h na 4600 m              |
| Osiągi     | prędkość lądowania               | 100 km/h                        | 108 km/h                        | 108 km/h                        | 100 km/h                        | 110 km/h                         | 110 km/h                           | 110 km/h                           | 120 km/h                      | 110 km/h           | 130 km/h                        |
| Osiągi     | maksymalna prędkość nurkowania   | 450 km/h                        | 650 km/h                        | 650 km/h                        | 650 km/h                        | 650 km/h                         | 650 km/h                           | b.d.                               | b.d.                          | b.d.               | 650 km/h                        |
| Osiągi     | czas wznoszenia                  | 3000 m w 23 min                 | 4000 m w 12 min                 | 4000 m w 12 min                 | 3000 m w 13,36 min              | 5000 m w 19 min                  | 5000 m w 20 min                    | 5000 m w 20 min                    | b.d.                          | 3000 m w 13,36 min | b.d.                            |
| Osiągi     | pułap                            | 7000 m                          | 8000 m                          | 8000 m                          | 8000 m                          | 7285 m                           | 7500 m                             | 7500 m                             | 7360 m                        | 8100 m             | 7000 m                          |
| Osiągi     | zasięg normalny                  | b.d.                            | 600 km                          | 600 km                          | b.d.                            | b.d.                             | b.d.                               | b.d.                               | 600 km                        | b.d.               | b.d.                            |
| Osiągi     | zasięg maksymalny                | 1000 km                         | 790 km                          | 790 km                          | 1160 km                         | 1535 km                          | 1530 km                            | 1535 km                            | 1530 km                       | 1000 km            | 1450 km                         |
| Uzbrojenie | broń pokładowa                   | 1 MG 17 7,92 mm 1 MG 15 7,92 mm | 2 MG 17 7,92 mm 1 MG 15 7,92 mm | 2 MG 17 7,92 mm 1 MG 15 7,92 mm | 2 MG 17 7,92 mm 1 MG 15 7,92 mm | 2 MG 17 7,92 mm 1 MG 81Z 7,92 mm | 2 MG 151/20 20 mm 1 MG 81Z 7,92 mm | 2 MG 151/20 20 mm 1 MG 81Z 7,92 mm | 2 BK 3,7 37mm 1 MG 15 7,92 mm | 2 MG 17 7,92 mm    | 2 MG 17 7,92 mm 1 MG 15 7,92 mm |
| Uzbrojenie | ładunek bombowy                  | 250 kg 500 kg ǂ                 | 500 kg                          | 700 kg                          | 700 kg                          | 1000 kg                          | 1000 kg                            | 1000 kg                            | –                             | –                  | 500 kg                          |

ǂ – z jednym członkiem załogi i bombą 500 kg